# IMSA SportsCar Championship 2021
IMSA SportsCar Championship 2021 (IMSA WeatherTech SportsCar Championship 2021) był ósmym sezonem serii IMSA SportsCar Championship organizowanej przez International Motor Sports Association (IMSA). Sezon rozpoczął się 30 stycznia wyścigiem 24 Hours of Daytona, a zakończył 13 listopada wyścigiem Petit Le Mans.
Mistrzostwa producentów zdobyli: Cadillac (DPi), Chevrolet (GTLM) oraz Porsche (GTD).
Wśród zespołów triumfowali: Whelen Engineering Racing (DPi), PR1 Mathiasen Motorsports (LMP2), Riley Motorsports (LMP3), Corvette Racing (GTLM) oraz Pfaff Motorsports (GTD).
Mistrzostwa kierowców zdobyli: Pipo Derani i Felipe Nasr (DPi), Mikkel Jensen oraz Ben Keating (LMP2), Gar Robinson (LMP3), Antonio García i Jordan Taylor (GTLM) oraz Zacharie Robichon i Laurens Vanthoor (GTD).

## Klasy
Prototypy:
- Daytona Prototype international (DPi)
- Le Mans Prototype 2 (LMP2)
- Le Mans Prototype 3 (LMP3)

Samochody GT:
- GT Le Mans (GTLM)
- GT Daytona (GTD)

W tym sezonie pojawiła się nowa klasa: Le Mans Prototype 3 (LMP3).

## Kalendarz
Pierwsza wersja kalendarza została opublikowana 9 września 2020 roku.
3 grudnia 2020 roku do kalendarza został dodany wyścig kwalifikacyjny przed Rolex 24 at Daytona o nazwie "Motul Pole Award 100".
17 grudnia 2020 roku ogłoszono przesunięcie dwóch wyścigów na zachodnim wybrzeżu z kwietnia na wrzesień.
4 marca 2021 roku zaszły kolejne zmianu w kalendarzu z powodu zmiany daty wyścigu Le Mans. Wyścig na Virginia International Raceway został przesunięty z 22 sierpnia na 9 października. Kończący sezon wyścig Motul Petit Le Mans został przełożony z 9 października na 13 listopada.
25 marca 2021 roku wyścig w Detroit został przesunięty z 5 czerwca na 12 czerwca.
7 kwietnia 2021 roku odwołany został wyścig na torze Canadian Tire Motorsport Park. Zamiast niego dodano do kalendarza drugi wyścig na torze Watkins Glen International o długości 2 godziny 40 minut.
| Runda | Wyścig                                   | Długość            | Klasy                | Tor                             | Lokalizacja             | Termin         |
| ----- | ---------------------------------------- | ------------------ | -------------------- | ------------------------------- | ----------------------- | -------------- |
| WK    | Motul Pole Award 100                     | 1 godzina 40 minut | Wszystkie            | Daytona International Speedway  | Daytona Beach, Floryda  | 24 stycznia    |
| 1     | Rolex 24 at Daytona                      | 24 godziny         | Wszystkie            | Daytona International Speedway  | Daytona Beach, Floryda  | 30-31 stycznia |
| 2     | Mobil 1 Twelve Hours of Sebring          | 12 godzin          | Wszystkie            | Sebring International Raceway   | Sebring, Floryda        | 20 marca       |
| 3     | Acura Sports Car Challenge               | 2 godziny 40 minut | DPi, LMP3, GTD       | Mid-Ohio Sports Car Course      | Lexington, Ohio         | 16 maja        |
| 4     | Detroit Grand Prix                       | 1 godzina 40 minut | DPi, GTLM, GTD       | The Raceway on Belle Isle       | Detroit, Michigan       | 12 czerwca     |
| 5     | Sahlen's Six Hours of The Glen           | 6 godzin           | Wszystkie            | Watkins Glen International      | Watkins Glen, Nowy Jork | 27 czerwca     |
| 6     | WeatherTech 240 at the Glen              | 2 godziny 40 minut | Wszystkie            | Watkins Glen International      | Watkins Glen, Nowy Jork | 2 lipca        |
| 7     | Northeast Grand Prix                     | 2 godziny 40 minut | GTLM, GTD            | Lime Rock Park                  | Lakeville, Connecticut  | 17 lipca       |
| 8     | IMSA Sports Car Weekend                  | 2 godziny 40 minut | Wszystkie            | Road America                    | Elkhart Lake, Wisconsin | 8 sierpnia     |
| 9     | Hyundai Monterey Sports Car Championship | 2 godziny 40 minut | DPi, LMP2, GTLM, GTD | WeatherTech Raceway Laguna Seca | Monterey, Kalifornia    | 12 września    |
| 10    | Acura Grand Prix of Long Beach           | 1 godzina 40 minut | DPi, GTLM, GTD       | Long Beach Street Circuit       | Long Beach, Kalifornia  | 25 września    |
| 11    | Michelin GT Challenge at VIR             | 2 godziny 40 minut | GTLM, GTD            | Virginia International Raceway  | Alton, Wirginia         | 9 października |
| 12    | Motul Petit Le Mans                      | 10 godzin          | Wszystkie            | Michelin Raceway Road Atlanta   | Braselton, Georgia      | 13 listopada   |

| Legenda                                |
| -------------------------------------- |
| Wyścig w ramach Michelin Endurance Cup |
| Wyścig w ramach WeatherTech Sprint Cup |

## Lista startowa

### Daytona Prototype international (DPi)
| Zespół                                 | Samochód         | Silnik                       | Nr | Kierowcy             | Rundy      | Źródła                                 |
| -------------------------------------- | ---------------- | ---------------------------- | -- | -------------------- | ---------- | -------------------------------------- |
| Cadillac Chip Ganassi Racing           | Cadillac DPi-V.R | Cadillac 5.5 L V8            | 01 | Kevin Magnussen      | 1-10       | [ 7 ] [ 8 ] [ 9 ] [ 10 ] [ 11 ] [ 12 ] |
| Cadillac Chip Ganassi Racing           | Cadillac DPi-V.R | Cadillac 5.5 L V8            | 01 | Renger van der Zande | Wszystkie  | [ 7 ] [ 8 ] [ 9 ] [ 10 ] [ 11 ] [ 12 ] |
| Cadillac Chip Ganassi Racing           | Cadillac DPi-V.R | Cadillac 5.5 L V8            | 01 | Scott Dixon          | 1–2, 12    | [ 7 ] [ 8 ] [ 9 ] [ 10 ] [ 11 ] [ 12 ] |
| Cadillac Chip Ganassi Racing           | Cadillac DPi-V.R | Cadillac 5.5 L V8            | 01 | Earl Bamber          | 12         | [ 7 ] [ 8 ] [ 9 ] [ 10 ] [ 11 ] [ 12 ] |
| JDC-Mustang Sampling Racing            | Cadillac DPi-V.R | Cadillac 5.5 L V8            | 5  | Loïc Duval           | Wszystkie  | [ 13 ] [ 14 ]                          |
| JDC-Mustang Sampling Racing            | Cadillac DPi-V.R | Cadillac 5.5 L V8            | 5  | Tristan Vautier      | Wszystkie  | [ 13 ] [ 14 ]                          |
| JDC-Mustang Sampling Racing            | Cadillac DPi-V.R | Cadillac 5.5 L V8            | 5  | Sébastien Bourdais   | 1–2, 5, 12 | [ 13 ] [ 14 ]                          |
| Konica Minolta Acura                   | Acura ARX-05     | Acura AR35TT 3.5 L Turbo V6  | 10 | Filipe Albuquerque   | Wszystkie  | [ 15 ] [ 16 ]                          |
| Konica Minolta Acura                   | Acura ARX-05     | Acura AR35TT 3.5 L Turbo V6  | 10 | Ricky Taylor         | Wszystkie  | [ 15 ] [ 16 ]                          |
| Konica Minolta Acura                   | Acura ARX-05     | Acura AR35TT 3.5 L Turbo V6  | 10 | Alexander Rossi      | 1–2, 5, 12 | [ 15 ] [ 16 ]                          |
| Konica Minolta Acura                   | Acura ARX-05     | Acura AR35TT 3.5 L Turbo V6  | 10 | Hélio Castroneves    | 1          | [ 15 ] [ 16 ]                          |
| Whelen Engineering Racing              | Cadillac DPi-V.R | Cadillac 5.5 L V8            | 31 | Pipo Derani          | Wszystkie  | [ 17 ] [ 18 ]                          |
| Whelen Engineering Racing              | Cadillac DPi-V.R | Cadillac 5.5 L V8            | 31 | Felipe Nasr          | Wszystkie  | [ 17 ] [ 18 ]                          |
| Whelen Engineering Racing              | Cadillac DPi-V.R | Cadillac 5.5 L V8            | 31 | Mike Conway          | 1–2, 5, 12 | [ 17 ] [ 18 ]                          |
| Whelen Engineering Racing              | Cadillac DPi-V.R | Cadillac 5.5 L V8            | 31 | Chase Elliott        | 1          | [ 17 ] [ 18 ]                          |
| Ally Cadillac Racing                   | Cadillac DPi-V.R | Cadillac 5.5 L V8            | 48 | Jimmie Johnson       | 1–2, 5, 12 | [ 19 ]                                 |
| Ally Cadillac Racing                   | Cadillac DPi-V.R | Cadillac 5.5 L V8            | 48 | Kamui Kobayashi      | 1–2, 5, 12 | [ 19 ]                                 |
| Ally Cadillac Racing                   | Cadillac DPi-V.R | Cadillac 5.5 L V8            | 48 | Simon Pagenaud       | 1–2, 5, 12 | [ 19 ]                                 |
| Ally Cadillac Racing                   | Cadillac DPi-V.R | Cadillac 5.5 L V8            | 48 | Mike Rockenfeller    | 1          | [ 19 ]                                 |
| Mazda Motorsports                      | Mazda RT24-P     | Mazda MZ-2.0T 2.0 L Turbo I4 | 55 | Oliver Jarvis        | Wszystkie  | [ 20 ]                                 |
| Mazda Motorsports                      | Mazda RT24-P     | Mazda MZ-2.0T 2.0 L Turbo I4 | 55 | Harry Tincknell      | Wszystkie  | [ 20 ]                                 |
| Mazda Motorsports                      | Mazda RT24-P     | Mazda MZ-2.0T 2.0 L Turbo I4 | 55 | Jonathan Bomarito    | 1–2, 5, 12 | [ 20 ]                                 |
| Meyer Shank Racing with Curb-Agajanian | Acura ARX-05     | Acura AR35TT 3.5 L Turbo V6  | 60 | Dane Cameron         | Wszystkie  | [ 21 ] [ 22 ] [ 23 ] [ 24 ] [ 25 ]     |
| Meyer Shank Racing with Curb-Agajanian | Acura ARX-05     | Acura AR35TT 3.5 L Turbo V6  | 60 | Olivier Pla          | 1–6, 8–10  | [ 21 ] [ 22 ] [ 23 ] [ 24 ] [ 25 ]     |
| Meyer Shank Racing with Curb-Agajanian | Acura ARX-05     | Acura AR35TT 3.5 L Turbo V6  | 60 | Juan Pablo Montoya   | 1–2, 12    | [ 21 ] [ 22 ] [ 23 ] [ 24 ] [ 25 ]     |
| Meyer Shank Racing with Curb-Agajanian | Acura ARX-05     | Acura AR35TT 3.5 L Turbo V6  | 60 | A. J. Allmendinger   | 1          | [ 21 ] [ 22 ] [ 23 ] [ 24 ] [ 25 ]     |
| Meyer Shank Racing with Curb-Agajanian | Acura ARX-05     | Acura AR35TT 3.5 L Turbo V6  | 60 | Hélio Castroneves    | 12         | [ 21 ] [ 22 ] [ 23 ] [ 24 ] [ 25 ]     |

### Le Mans Prototype 2 (LMP2)
Zgodnie z regulacjami LMP2 z 2017 roku, wszystkie samochody korzystały z silnika Gibson GK428 V8.
| Zespół                         | Samochód       | Nr | Kierowcy            | Rundy           | Źródła               |
| ------------------------------ | -------------- | -- | ------------------- | --------------- | -------------------- |
| Tower Motorsport By Starworks  | Oreca 07       | 8  | Gabriel Aubry       | Wszystkie       | [ 27 ] [ 28 ] [ 29 ] |
| Tower Motorsport By Starworks  | Oreca 07       | 8  | John Farano         | Wszystkie       | [ 27 ] [ 28 ] [ 29 ] |
| Tower Motorsport By Starworks  | Oreca 07       | 8  | Timothé Buret       | 1–2             | [ 27 ] [ 28 ] [ 29 ] |
| Tower Motorsport By Starworks  | Oreca 07       | 8  | Matthieu Vaxivière  | 1               | [ 27 ] [ 28 ] [ 29 ] |
| Tower Motorsport By Starworks  | Oreca 07       | 8  | James French        | 5, 12           | [ 27 ] [ 28 ] [ 29 ] |
| WIN Autosport                  | Oreca 07       | 11 | Tristan Nunez       | Wszystkie       | [ 30 ] [ 31 ] [ 32 ] |
| WIN Autosport                  | Oreca 07       | 11 | Steven Thomas       | Wszystkie       | [ 30 ] [ 31 ] [ 32 ] |
| WIN Autosport                  | Oreca 07       | 11 | Thomas Merrill      | 1–2, 5, 12      | [ 30 ] [ 31 ] [ 32 ] |
| WIN Autosport                  | Oreca 07       | 11 | Matthew Bell        | 1               | [ 30 ] [ 31 ] [ 32 ] |
| Era Motorsport with IDEC Sport | Oreca 07       | 18 | Ryan Dalziel        | 1–2, 5, 8–9, 12 | [ 33 ] [ 34 ] [ 35 ] |
| Era Motorsport with IDEC Sport | Oreca 07       | 18 | Dwight Merriman     | 1–2, 5, 8–9, 12 | [ 33 ] [ 34 ] [ 35 ] |
| Era Motorsport with IDEC Sport | Oreca 07       | 18 | Kyle Tilley         | 1–2, 5, 12      | [ 33 ] [ 34 ] [ 35 ] |
| Era Motorsport with IDEC Sport | Oreca 07       | 18 | Paul-Loup Chatin    | 1               | [ 33 ] [ 34 ] [ 35 ] |
| High Class Racing              | Oreca 07       | 20 | Dennis Andersen     | 1               | [ 36 ] [ 37 ]        |
| High Class Racing              | Oreca 07       | 20 | Anders Fjordbach    | 1               | [ 36 ] [ 37 ]        |
| High Class Racing              | Oreca 07       | 20 | Ferdinand Habsburg  | 1               | [ 36 ] [ 37 ]        |
| High Class Racing              | Oreca 07       | 20 | Robert Kubica       | 1               | [ 36 ] [ 37 ]        |
| United Autosports              | Oreca 07       | 22 | Wayne Boyd          | 2, 5, 12        | [ 38 ]               |
| United Autosports              | Oreca 07       | 22 | James McGuire       | 2, 5, 12        | [ 38 ]               |
| United Autosports              | Oreca 07       | 22 | Guy Smith           | 2, 5, 12        | [ 38 ]               |
| Racing Team Nederland          | Oreca 07       | 29 | Frits van Eerd      | 1               | [ 39 ]               |
| Racing Team Nederland          | Oreca 07       | 29 | Giedo van der Garde | 1               | [ 39 ]               |
| Racing Team Nederland          | Oreca 07       | 29 | Charles Milesi      | 1               | [ 39 ]               |
| Racing Team Nederland          | Oreca 07       | 29 | Job van Uitert      | 1               | [ 39 ]               |
| Cetilar Racing                 | Dallara P217   | 47 | Andrea Belicchi     | 1               | [ 40 ]               |
| Cetilar Racing                 | Dallara P217   | 47 | Antonio Fuoco       | 1               | [ 40 ]               |
| Cetilar Racing                 | Dallara P217   | 47 | Roberto Lacorte     | 1               | [ 40 ]               |
| Cetilar Racing                 | Dallara P217   | 47 | Giorgio Sernagiotto | 1               | [ 40 ]               |
| RWR Eurasia                    | Ligier JS P217 | 51 | Austin Dillon       | 1               | [ 41 ] [ 42 ] [ 43 ] |
| RWR Eurasia                    | Ligier JS P217 | 51 | Sven Müller         | 1               | [ 41 ] [ 42 ] [ 43 ] |
| RWR Eurasia                    | Ligier JS P217 | 51 | Cody Ware           | 1               | [ 41 ] [ 42 ] [ 43 ] |
| RWR Eurasia                    | Ligier JS P217 | 51 | Salih Yoluç         | 1               | [ 41 ] [ 42 ] [ 43 ] |
| PR1/Mathiasen Motorsports      | Oreca 07       | 52 | Mikkel Jensen       | Wszystkie       | [ 44 ]               |
| PR1/Mathiasen Motorsports      | Oreca 07       | 52 | Ben Keating         | Wszystkie       | [ 44 ]               |
| PR1/Mathiasen Motorsports      | Oreca 07       | 52 | Scott Huffaker      | 1–2, 5, 12      | [ 44 ]               |
| PR1/Mathiasen Motorsports      | Oreca 07       | 52 | Nicolas Lapierre    | 1               | [ 44 ]               |
| DragonSpeed USA                | Oreca 07       | 81 | Garett Grist        | 1               | [ 45 ] [ 46 ]        |
| DragonSpeed USA                | Oreca 07       | 81 | Ben Hanley          | 1               | [ 45 ] [ 46 ]        |
| DragonSpeed USA                | Oreca 07       | 81 | Rob Hodes           | 1               | [ 45 ] [ 46 ]        |
| DragonSpeed USA                | Oreca 07       | 81 | Rinus VeeKay        | 1               | [ 45 ] [ 46 ]        |
| DragonSpeed USA                | Oreca 07       | 82 | Devlin DeFrancesco  | 1               | [ 45 ] [ 47 ]        |
| DragonSpeed USA                | Oreca 07       | 82 | Eric Lux            | 1               | [ 45 ] [ 47 ]        |
| DragonSpeed USA                | Oreca 07       | 82 | Christopher Mies    | 1               | [ 45 ] [ 47 ]        |
| DragonSpeed USA                | Oreca 07       | 82 | Fabian Schiller     | 1               | [ 45 ] [ 47 ]        |

### Le Mans Prototype 3 (LMP3)
Zgodnie z regulacjami LMP3 z 2020 roku, wszystkie samochody korzystały z silnika Nissan VK56DE 5.6L V8.
| Zespół                         | Samochód           | Nr | Kierowcy           | Rundy         | Źródła                      |
| ------------------------------ | ------------------ | -- | ------------------ | ------------- | --------------------------- |
| United Autosports              | Ligier JS P320     | 2  | Niklas Krütten     | 5, 12         | [ 48 ] [ 49 ] [ 50 ] [ 25 ] |
| United Autosports              | Ligier JS P320     | 2  | Edouard Cauhaupé   | 5             | [ 48 ] [ 49 ] [ 50 ] [ 25 ] |
| United Autosports              | Ligier JS P320     | 2  | Austin McCusker    | 5             | [ 48 ] [ 49 ] [ 50 ] [ 25 ] |
| United Autosports              | Ligier JS P320     | 2  | Andy Meyrick       | 12            | [ 48 ] [ 49 ] [ 50 ] [ 25 ] |
| United Autosports              | Ligier JS P320     | 2  | Tom Gamble         | 12            | [ 48 ] [ 49 ] [ 50 ] [ 25 ] |
| Mühlner Motorsports America    | Duqueine M30 - D08 | 6  | Laurents Hörr      | 1             | [ 51 ] [ 8 ] [ 52 ]         |
| Mühlner Motorsports America    | Duqueine M30 - D08 | 6  | Kenton Koch        | 1             | [ 51 ] [ 8 ] [ 52 ]         |
| Mühlner Motorsports America    | Duqueine M30 - D08 | 6  | Moritz Kranz       | 1             | [ 51 ] [ 8 ] [ 52 ]         |
| Mühlner Motorsports America    | Duqueine M30 - D08 | 6  | Stevan McAleer     | 1             | [ 51 ] [ 8 ] [ 52 ]         |
| Forty7 Motorsports             | Duqueine M30 - D08 | 7  | Mark Kvamme        | 1, 12         | [ 53 ] [ 8 ] [ 54 ] [ 55 ]  |
| Forty7 Motorsports             | Duqueine M30 - D08 | 7  | Gabby Chaves       | 1             | [ 53 ] [ 8 ] [ 54 ] [ 55 ]  |
| Forty7 Motorsports             | Duqueine M30 - D08 | 7  | Trenton Estep      | 1             | [ 53 ] [ 8 ] [ 54 ] [ 55 ]  |
| Forty7 Motorsports             | Duqueine M30 - D08 | 7  | Ryan Norman        | 1             | [ 53 ] [ 8 ] [ 54 ] [ 55 ]  |
| Forty7 Motorsports             | Duqueine M30 - D08 | 7  | Oliver Askew       | 2             | [ 53 ] [ 8 ] [ 54 ] [ 55 ]  |
| Forty7 Motorsports             | Duqueine M30 - D08 | 7  | Stevan McAleer     | 2             | [ 53 ] [ 8 ] [ 54 ] [ 55 ]  |
| Forty7 Motorsports             | Duqueine M30 - D08 | 7  | Austin McCusker    | 2             | [ 53 ] [ 8 ] [ 54 ] [ 55 ]  |
| Jr III Motorsports             | Ligier JS P320     | 30 | Theodor Olsen      | 8             | [ 56 ] [ 25 ]               |
| Jr III Motorsports             | Ligier JS P320     | 30 | Mike Skeen         | 8             | [ 56 ] [ 25 ]               |
| Jr III Motorsports             | Ligier JS P320     | 30 | Ari Balogh         | 12            | [ 56 ] [ 25 ]               |
| Jr III Motorsports             | Ligier JS P320     | 30 | Garett Grist       | 12            | [ 56 ] [ 25 ]               |
| Jr III Motorsports             | Ligier JS P320     | 30 | Spencer Pigot      | 12            | [ 56 ] [ 25 ]               |
| Sean Creech Motorsport         | Ligier JS P320     | 33 | João Barbosa       | 1–3           | [ 57 ]                      |
| Sean Creech Motorsport         | Ligier JS P320     | 33 | Lance Willsey      | 1–3           | [ 57 ]                      |
| Sean Creech Motorsport         | Ligier JS P320     | 33 | Yann Clairay       | 1–2           | [ 57 ]                      |
| Sean Creech Motorsport         | Ligier JS P320     | 33 | Wayne Boyd         | 1             | [ 57 ]                      |
| Andretti Autosport             | Ligier JS P320     | 36 | Jarett Andretti    | 3, 5–6, 8, 12 | [ 58 ] [ 59 ] [ 25 ]        |
| Andretti Autosport             | Ligier JS P320     | 36 | Oliver Askew       | 3, 5–6, 8, 12 | [ 58 ] [ 59 ] [ 25 ]        |
| Andretti Autosport             | Ligier JS P320     | 36 | Marco Andretti     | 5             | [ 58 ] [ 59 ] [ 25 ]        |
| Andretti Autosport             | Ligier JS P320     | 36 | Josh Burdon        | 12            | [ 58 ] [ 59 ] [ 25 ]        |
| Performance Tech Motorsports   | Ligier JS P320     | 38 | Rasmus Lindh       | Wszystkie     | [ 60 ] [ 61 ] [ 62 ] [ 54 ] |
| Performance Tech Motorsports   | Ligier JS P320     | 38 | Mateo Llarena      | 1–2, 5–6      | [ 60 ] [ 61 ] [ 62 ] [ 54 ] |
| Performance Tech Motorsports   | Ligier JS P320     | 38 | Cameron Cassels    | 1             | [ 60 ] [ 61 ] [ 62 ] [ 54 ] |
| Performance Tech Motorsports   | Ligier JS P320     | 38 | Ayrton Ori         | 1             | [ 60 ] [ 61 ] [ 62 ] [ 54 ] |
| Performance Tech Motorsports   | Ligier JS P320     | 38 | Dan Goldburg       | 2–3, 8, 12    | [ 60 ] [ 61 ] [ 62 ] [ 54 ] |
| FastMD Racing                  | Duqueine M30 - D08 | 40 | Todd Archer        | 12            | [ 63 ] [ 25 ]               |
| FastMD Racing                  | Duqueine M30 - D08 | 40 | Max Hanratty       | 12            | [ 63 ] [ 25 ]               |
| FastMD Racing                  | Duqueine M30 - D08 | 40 | James Vance        | 12            | [ 63 ] [ 25 ]               |
| CORE Autosport                 | Ligier JS P320     | 54 | Jon Bennett        | Wszystkie     | [ 64 ] [ 42 ] [ 65 ]        |
| CORE Autosport                 | Ligier JS P320     | 54 | Colin Braun        | Wszystkie     | [ 64 ] [ 42 ] [ 65 ]        |
| CORE Autosport                 | Ligier JS P320     | 54 | George Kurtz       | 1–2, 5, 12    | [ 64 ] [ 42 ] [ 65 ]        |
| CORE Autosport                 | Ligier JS P320     | 54 | Matt McMurry       | 1             | [ 64 ] [ 42 ] [ 65 ]        |
| Riley Motorsports              | Ligier JS P320     | 74 | Gar Robinson       | Wszystkie     | [ 66 ] [ 67 ] [ 68 ] [ 69 ] |
| Riley Motorsports              | Ligier JS P320     | 74 | Scott Andrews      | 1–2, 5, 12    | [ 66 ] [ 67 ] [ 68 ] [ 69 ] |
| Riley Motorsports              | Ligier JS P320     | 74 | Spencer Pigot      | 1–2           | [ 66 ] [ 67 ] [ 68 ] [ 69 ] |
| Riley Motorsports              | Ligier JS P320     | 74 | Oliver Askew       | 1             | [ 66 ] [ 67 ] [ 68 ] [ 69 ] |
| Riley Motorsports              | Ligier JS P320     | 74 | Felipe Fraga       | 3, 5–6, 8, 12 | [ 66 ] [ 67 ] [ 68 ] [ 69 ] |
| Riley Motorsports              | Ligier JS P320     | 91 | Jim Cox            | Wszystkie     | [ 66 ] [ 67 ] [ 68 ] [ 69 ] |
| Riley Motorsports              | Ligier JS P320     | 91 | Dylan Murry        | Wszystkie     | [ 66 ] [ 67 ] [ 68 ] [ 69 ] |
| Riley Motorsports              | Ligier JS P320     | 91 | Jeroen Bleekemolen | 1–2, 5, 12    | [ 66 ] [ 67 ] [ 68 ] [ 69 ] |
| Riley Motorsports              | Ligier JS P320     | 91 | Austin McCusker    | 1             | [ 66 ] [ 67 ] [ 68 ] [ 69 ] |
| Wulver Motorsports             | Ligier JS P320     | 61 | Tõnis Kasemets     | 8             | [ 56 ]                      |
| Wulver Motorsports             | Ligier JS P320     | 61 | Augie Pabst        | 8             | [ 56 ]                      |
| WIN Autosport                  | Duqueine M30 - D08 | 83 | Matthew Bell       | 2, 12         | [ 70 ] [ 25 ]               |
| WIN Autosport                  | Duqueine M30 - D08 | 83 | Niklas Krütten     | 2             | [ 70 ] [ 25 ]               |
| WIN Autosport                  | Duqueine M30 - D08 | 83 | Rodrigo Sales      | 2             | [ 70 ] [ 25 ]               |
| WIN Autosport                  | Duqueine M30 - D08 | 83 | Naveen Rao         | 12            | [ 70 ] [ 25 ]               |
| WIN Autosport                  | Duqueine M30 - D08 | 83 | Josh Skelton       | 12            | [ 70 ] [ 25 ]               |
| D3+ Transformers-Dawson Racing | Ligier JS P320     | 84 | Dominic Cicero     | 5–6           | [ 71 ]                      |
| D3+ Transformers-Dawson Racing | Ligier JS P320     | 84 | Theodor Olsen      | 5–6           | [ 71 ]                      |
| D3+ Transformers-Dawson Racing | Ligier JS P320     | 84 | Ben Devlin         | 5             | [ 71 ]                      |

### GT Le Mans (GTLM)
| Zespół             | Samochód                | Silnik                        | Nr | Kierowcy              | Rundy           | Źródła               |
| ------------------ | ----------------------- | ----------------------------- | -- | --------------------- | --------------- | -------------------- |
| Corvette Racing    | Chevrolet Corvette C8.R | Chevrolet 5.5 L V8            | 3  | Antonio García        | Wszystkie       | [ 72 ] [ 73 ]        |
| Corvette Racing    | Chevrolet Corvette C8.R | Chevrolet 5.5 L V8            | 3  | Jordan Taylor         | Wszystkie       | [ 72 ] [ 73 ]        |
| Corvette Racing    | Chevrolet Corvette C8.R | Chevrolet 5.5 L V8            | 3  | Nick Catsburg         | 1–2, 12         | [ 72 ] [ 73 ]        |
| Corvette Racing    | Chevrolet Corvette C8.R | Chevrolet 5.5 L V8            | 4  | Tommy Milner          | Wszystkie       | [ 72 ] [ 73 ]        |
| Corvette Racing    | Chevrolet Corvette C8.R | Chevrolet 5.5 L V8            | 4  | Nick Tandy            | Wszystkie       | [ 72 ] [ 73 ]        |
| Corvette Racing    | Chevrolet Corvette C8.R | Chevrolet 5.5 L V8            | 4  | Alexander Sims        | 1–2, 12         | [ 72 ] [ 73 ]        |
| BMW Team RLL       | BMW M8 GTE              | BMW S63 4.0 L Turbo V8        | 24 | John Edwards          | 1–2, 5, 12      | [ 74 ] [ 75 ] [ 8 ]  |
| BMW Team RLL       | BMW M8 GTE              | BMW S63 4.0 L Turbo V8        | 24 | Augusto Farfus        | 1–2, 5, 12      | [ 74 ] [ 75 ] [ 8 ]  |
| BMW Team RLL       | BMW M8 GTE              | BMW S63 4.0 L Turbo V8        | 24 | Jesse Krohn           | 1–2, 5, 12      | [ 74 ] [ 75 ] [ 8 ]  |
| BMW Team RLL       | BMW M8 GTE              | BMW S63 4.0 L Turbo V8        | 24 | Marco Wittmann        | 1               | [ 74 ] [ 75 ] [ 8 ]  |
| BMW Team RLL       | BMW M8 GTE              | BMW S63 4.0 L Turbo V8        | 25 | Connor De Phillippi   | 1–2, 5, 12      | [ 74 ] [ 75 ] [ 8 ]  |
| BMW Team RLL       | BMW M8 GTE              | BMW S63 4.0 L Turbo V8        | 25 | Philipp Eng           | 1–2, 5, 12      | [ 74 ] [ 75 ] [ 8 ]  |
| BMW Team RLL       | BMW M8 GTE              | BMW S63 4.0 L Turbo V8        | 25 | Bruno Spengler        | 1–2, 5, 12      | [ 74 ] [ 75 ] [ 8 ]  |
| BMW Team RLL       | BMW M8 GTE              | BMW S63 4.0 L Turbo V8        | 25 | Timo Glock            | 1               | [ 74 ] [ 75 ] [ 8 ]  |
| Risi Competizione  | Ferrari 488 GTE Evo     | Ferrari F154CB 3.9 L Turbo V8 | 62 | James Calado          | 1               | [ 76 ]               |
| Risi Competizione  | Ferrari 488 GTE Evo     | Ferrari F154CB 3.9 L Turbo V8 | 62 | Jules Gounon          | 1               | [ 76 ]               |
| Risi Competizione  | Ferrari 488 GTE Evo     | Ferrari F154CB 3.9 L Turbo V8 | 62 | Alessandro Pier Guidi | 1               | [ 76 ]               |
| Risi Competizione  | Ferrari 488 GTE Evo     | Ferrari F154CB 3.9 L Turbo V8 | 62 | Davide Rigon          | 1               | [ 76 ]               |
| WeatherTech Racing | Porsche 911 RSR-19      | Porsche 4.2 L Flat-6          | 79 | Cooper MacNeil        | Wszystkie       | [ 77 ] [ 78 ] [ 79 ] |
| WeatherTech Racing | Porsche 911 RSR-19      | Porsche 4.2 L Flat-6          | 79 | Kévin Estre           | 1, 11           | [ 77 ] [ 78 ] [ 79 ] |
| WeatherTech Racing | Porsche 911 RSR-19      | Porsche 4.2 L Flat-6          | 79 | Gianmaria Bruni       | 1               | [ 77 ] [ 78 ] [ 79 ] |
| WeatherTech Racing | Porsche 911 RSR-19      | Porsche 4.2 L Flat-6          | 79 | Richard Lietz         | 1               | [ 77 ] [ 78 ] [ 79 ] |
| WeatherTech Racing | Porsche 911 RSR-19      | Porsche 4.2 L Flat-6          | 79 | Matt Campbell         | 2, 5–6, 8–9, 12 | [ 77 ] [ 78 ] [ 79 ] |
| WeatherTech Racing | Porsche 911 RSR-19      | Porsche 4.2 L Flat-6          | 79 | Mathieu Jaminet       | 2, 5, 7, 10, 12 | [ 77 ] [ 78 ] [ 79 ] |
| WeatherTech Racing | Porsche 911 RSR-19      | Porsche 4.2 L Flat-6          | 97 | Frédéric Makowiecki   | 12              | [ 77 ] [ 78 ] [ 79 ] |
| WeatherTech Racing | Porsche 911 RSR-19      | Porsche 4.2 L Flat-6          | 97 | Kévin Estre           | 12              | [ 77 ] [ 78 ] [ 79 ] |
| WeatherTech Racing | Porsche 911 RSR-19      | Porsche 4.2 L Flat-6          | 97 | Michael Christensen   | 12              | [ 77 ] [ 78 ] [ 79 ] |

### GT Daytona (GTD)
| Zespół                                    | Samochód                     | Silnik                        | Nr  | Kierowcy            | Rundy           | Źródła                                        |
| ----------------------------------------- | ---------------------------- | ----------------------------- | --- | ------------------- | --------------- | --------------------------------------------- |
| Paul Miller Racing                        | Lamborghini Huracán GT3 Evo  | Lamborghini 5.2 L V10         | 1   | Bryan Sellers       | Wszystkie       | [ 80 ]                                        |
| Paul Miller Racing                        | Lamborghini Huracán GT3 Evo  | Lamborghini 5.2 L V10         | 1   | Madison Snow        | Wszystkie       | [ 80 ]                                        |
| Paul Miller Racing                        | Lamborghini Huracán GT3 Evo  | Lamborghini 5.2 L V10         | 1   | Corey Lewis         | 1–2, 5, 12      | [ 80 ]                                        |
| Paul Miller Racing                        | Lamborghini Huracán GT3 Evo  | Lamborghini 5.2 L V10         | 1   | Andrea Caldarelli   | 1               | [ 80 ]                                        |
| Pfaff Motorsports                         | Porsche 911 GT3 R            | Porsche 4.0 L Flat-6          | 9   | Zach Robichon       | 1–3, 5, 7–12    | [ 81 ]                                        |
| Pfaff Motorsports                         | Porsche 911 GT3 R            | Porsche 4.0 L Flat-6          | 9   | Laurens Vanthoor    | 1–3, 5, 7–12    | [ 81 ]                                        |
| Pfaff Motorsports                         | Porsche 911 GT3 R            | Porsche 4.0 L Flat-6          | 9   | Lars Kern           | 1–2, 5, 12      | [ 81 ]                                        |
| Pfaff Motorsports                         | Porsche 911 GT3 R            | Porsche 4.0 L Flat-6          | 9   | Matt Campbell       | 1               | [ 81 ]                                        |
| Vasser-Sullivan Racing                    | Lexus RC F GT3               | Toyota 2UR 5.0 L V8           | 12  | Frankie Montecalvo  | Wszystkie       | [ 82 ] [ 83 ] [ 84 ] [ 85 ] [ 86 ] [ 8 ]      |
| Vasser-Sullivan Racing                    | Lexus RC F GT3               | Toyota 2UR 5.0 L V8           | 12  | Zach Veach          | 1–3, 5–12       | [ 82 ] [ 83 ] [ 84 ] [ 85 ] [ 86 ] [ 8 ]      |
| Vasser-Sullivan Racing                    | Lexus RC F GT3               | Toyota 2UR 5.0 L V8           | 12  | Robert Megennis     | 1–2, 5, 12      | [ 82 ] [ 83 ] [ 84 ] [ 85 ] [ 86 ] [ 8 ]      |
| Vasser-Sullivan Racing                    | Lexus RC F GT3               | Toyota 2UR 5.0 L V8           | 12  | Townsend Bell       | 1, 4            | [ 82 ] [ 83 ] [ 84 ] [ 85 ] [ 86 ] [ 8 ]      |
| Vasser-Sullivan Racing                    | Lexus RC F GT3               | Toyota 2UR 5.0 L V8           | 14  | Jack Hawksworth     | Wszystkie       | [ 82 ] [ 83 ] [ 84 ] [ 85 ] [ 86 ] [ 8 ]      |
| Vasser-Sullivan Racing                    | Lexus RC F GT3               | Toyota 2UR 5.0 L V8           | 14  | Aaron Telitz        | Wszystkie       | [ 82 ] [ 83 ] [ 84 ] [ 85 ] [ 86 ] [ 8 ]      |
| Vasser-Sullivan Racing                    | Lexus RC F GT3               | Toyota 2UR 5.0 L V8           | 14  | Kyle Kirkwood       | 1–2, 5, 12      | [ 82 ] [ 83 ] [ 84 ] [ 85 ] [ 86 ] [ 8 ]      |
| Vasser-Sullivan Racing                    | Lexus RC F GT3               | Toyota 2UR 5.0 L V8           | 14  | Oliver Gavin        | 1               | [ 82 ] [ 83 ] [ 84 ] [ 85 ] [ 86 ] [ 8 ]      |
| Wright Motorsports                        | Porsche 911 GT3 R            | Porsche 4.0 L Flat-6          | 16  | Patrick Long        | 1–3, 5, 7–12    | [ 87 ] [ 88 ] [ 89 ]                          |
| Wright Motorsports                        | Porsche 911 GT3 R            | Porsche 4.0 L Flat-6          | 16  | Trent Hindman       | 1–2, 5, 7–12    | [ 87 ] [ 88 ] [ 89 ]                          |
| Wright Motorsports                        | Porsche 911 GT3 R            | Porsche 4.0 L Flat-6          | 16  | Jan Heylen          | 1–2, 5, 12      | [ 87 ] [ 88 ] [ 89 ]                          |
| Wright Motorsports                        | Porsche 911 GT3 R            | Porsche 4.0 L Flat-6          | 16  | Klaus Bachler       | 1               | [ 87 ] [ 88 ] [ 89 ]                          |
| Wright Motorsports                        | Porsche 911 GT3 R            | Porsche 4.0 L Flat-6          | 16  | Ryan Hardwick       | 3               | [ 87 ] [ 88 ] [ 89 ]                          |
| GRT Grasser Racing Team                   | Lamborghini Huracán GT3 Evo  | Lamborghini 5.2 L V10         | 19  | Tim Zimmermann      | 1–3, 5          | [ 90 ] [ 8 ] [ 91 ]                           |
| GRT Grasser Racing Team                   | Lamborghini Huracán GT3 Evo  | Lamborghini 5.2 L V10         | 19  | Franck Perera       | 1–2, 5–8, 11–12 | [ 90 ] [ 8 ] [ 91 ]                           |
| GRT Grasser Racing Team                   | Lamborghini Huracán GT3 Evo  | Lamborghini 5.2 L V10         | 19  | Albert Costa        | 1               | [ 90 ] [ 8 ] [ 91 ]                           |
| GRT Grasser Racing Team                   | Lamborghini Huracán GT3 Evo  | Lamborghini 5.2 L V10         | 19  | Misha Goikhberg     | 1, 3–8, 11–12   | [ 90 ] [ 8 ] [ 91 ]                           |
| GRT Grasser Racing Team                   | Lamborghini Huracán GT3 Evo  | Lamborghini 5.2 L V10         | 19  | Stephen Simpson     | 2               | [ 90 ] [ 8 ] [ 91 ]                           |
| GRT Grasser Racing Team                   | Lamborghini Huracán GT3 Evo  | Lamborghini 5.2 L V10         | 19  | Marco Mapelli       | 4               | [ 90 ] [ 8 ] [ 91 ]                           |
| GRT Grasser Racing Team                   | Lamborghini Huracán GT3 Evo  | Lamborghini 5.2 L V10         | 111 | Mirko Bortolotti    | 1               | [ 90 ] [ 8 ] [ 91 ]                           |
| GRT Grasser Racing Team                   | Lamborghini Huracán GT3 Evo  | Lamborghini 5.2 L V10         | 111 | Rolf Ineichen       | 1               | [ 90 ] [ 8 ] [ 91 ]                           |
| GRT Grasser Racing Team                   | Lamborghini Huracán GT3 Evo  | Lamborghini 5.2 L V10         | 111 | Marco Mapelli       | 1               | [ 90 ] [ 8 ] [ 91 ]                           |
| GRT Grasser Racing Team                   | Lamborghini Huracán GT3 Evo  | Lamborghini 5.2 L V10         | 111 | Steijn Schothorst   | 1               | [ 90 ] [ 8 ] [ 91 ]                           |
| AF Corse                                  | Ferrari 488 GT3 Evo 2020     | Ferrari F154CB 3.9 L Turbo V8 | 21  | Matteo Cressoni     | 1               | [ 92 ]                                        |
| AF Corse                                  | Ferrari 488 GT3 Evo 2020     | Ferrari F154CB 3.9 L Turbo V8 | 21  | Simon Mann          | 1               | [ 92 ]                                        |
| AF Corse                                  | Ferrari 488 GT3 Evo 2020     | Ferrari F154CB 3.9 L Turbo V8 | 21  | Nicklas Nielsen     | 1               | [ 92 ]                                        |
| AF Corse                                  | Ferrari 488 GT3 Evo 2020     | Ferrari F154CB 3.9 L Turbo V8 | 21  | Daniel Serra        | 1               | [ 92 ]                                        |
| Heart Of Racing Team                      | Aston Martin Vantage AMR GT3 | Aston Martin 4.0 L Turbo V8   | 23  | Roman De Angelis    | Wszystkie       | [ 93 ] [ 94 ]                                 |
| Heart Of Racing Team                      | Aston Martin Vantage AMR GT3 | Aston Martin 4.0 L Turbo V8   | 23  | Ross Gunn           | Wszystkie       | [ 93 ] [ 94 ]                                 |
| Heart Of Racing Team                      | Aston Martin Vantage AMR GT3 | Aston Martin 4.0 L Turbo V8   | 23  | Ian James           | 1–2, 5, 12      | [ 93 ] [ 94 ]                                 |
| Heart Of Racing Team                      | Aston Martin Vantage AMR GT3 | Aston Martin 4.0 L Turbo V8   | 23  | Darren Turner       | 1               | [ 93 ] [ 94 ]                                 |
| Heart Of Racing Team                      | Aston Martin Vantage AMR GT3 | Aston Martin 4.0 L Turbo V8   | 27  | Ian James           | 9–11            | [ 93 ] [ 94 ]                                 |
| Heart Of Racing Team                      | Aston Martin Vantage AMR GT3 | Aston Martin 4.0 L Turbo V8   | 27  | Alex Riberas        | 9–11            | [ 93 ] [ 94 ]                                 |
| O'Gara Motorsport - USRT                  | Mercedes-AMG GT3 Evo         | Mercedes-AMG M159 6.2 L V8    | 26  | Steven Aghakhani    | 10              | [ 95 ]                                        |
| O'Gara Motorsport - USRT                  | Mercedes-AMG GT3 Evo         | Mercedes-AMG M159 6.2 L V8    | 26  | Jake Eidson         | 10              | [ 95 ]                                        |
| Alegra Motorsports                        | Mercedes-AMG GT3 Evo         | Mercedes-AMG M159 6.2 L V8    | 28  | Daniel Morad        | 1–6, 11–12      | [ 96 ] [ 97 ] [ 98 ] [ 54 ]                   |
| Alegra Motorsports                        | Mercedes-AMG GT3 Evo         | Mercedes-AMG M159 6.2 L V8    | 28  | Billy Johnson       | 1–2, 5          | [ 96 ] [ 97 ] [ 98 ] [ 54 ]                   |
| Alegra Motorsports                        | Mercedes-AMG GT3 Evo         | Mercedes-AMG M159 6.2 L V8    | 28  | Maximilian Buhk     | 1               | [ 96 ] [ 97 ] [ 98 ] [ 54 ]                   |
| Alegra Motorsports                        | Mercedes-AMG GT3 Evo         | Mercedes-AMG M159 6.2 L V8    | 28  | Mike Skeen          | 1               | [ 96 ] [ 97 ] [ 98 ] [ 54 ]                   |
| Alegra Motorsports                        | Mercedes-AMG GT3 Evo         | Mercedes-AMG M159 6.2 L V8    | 28  | Michael de Quesada  | 2–6, 11–12      | [ 96 ] [ 97 ] [ 98 ] [ 54 ]                   |
| Gilbert Korthoff Motorsports              | Mercedes-AMG GT3 Evo         | Mercedes-AMG M159 6.2 L V8    | 32  | Guy Cosmo           | 6, 8, 11–12     | [ 99 ] [ 25 ]                                 |
| Gilbert Korthoff Motorsports              | Mercedes-AMG GT3 Evo         | Mercedes-AMG M159 6.2 L V8    | 32  | Shane Lewis         | 6, 8            | [ 99 ] [ 25 ]                                 |
| Gilbert Korthoff Motorsports              | Mercedes-AMG GT3 Evo         | Mercedes-AMG M159 6.2 L V8    | 32  | Mike Skeen          | 11–12           | [ 99 ] [ 25 ]                                 |
| Gilbert Korthoff Motorsports              | Mercedes-AMG GT3 Evo         | Mercedes-AMG M159 6.2 L V8    | 32  | Steven McAleer      | 12              | [ 99 ] [ 25 ]                                 |
| GMG Racing                                | Porsche 911 GT3 R            | Porsche 4.0 L Flat-6          | 34  | James Sofronas      | 10              | [ 100 ] [ 101 ]                               |
| GMG Racing                                | Porsche 911 GT3 R            | Porsche 4.0 L Flat-6          | 34  | Kyle Washington     | 10              | [ 100 ] [ 101 ]                               |
| CarBahn Motorsports with Peregrine Racing | Audi R8 LMS Evo              | Audi 5.2 L V10                | 39  | Richard Heistand    | 3–11            | [ 102 ] [ 29 ]                                |
| CarBahn Motorsports with Peregrine Racing | Audi R8 LMS Evo              | Audi 5.2 L V10                | 39  | Jeff Westphal       | 3–11            | [ 102 ] [ 29 ]                                |
| CarBahn Motorsports with Peregrine Racing | Audi R8 LMS Evo              | Audi 5.2 L V10                | 39  | Tyler McQuarrie     | 5               | [ 102 ] [ 29 ]                                |
| NTE Sport                                 | Audi R8 LMS Evo              | Audi 5.2 L V10                | 42  | Don Yount           | 1, 5, 8, 12     | [ 53 ] [ 103 ] [ 104 ]                        |
| NTE Sport                                 | Audi R8 LMS Evo              | Audi 5.2 L V10                | 42  | Andrew Davis        | 1               | [ 53 ] [ 103 ] [ 104 ]                        |
| NTE Sport                                 | Audi R8 LMS Evo              | Audi 5.2 L V10                | 42  | J. R. Hildebrand    | 1, 8            | [ 53 ] [ 103 ] [ 104 ]                        |
| NTE Sport                                 | Audi R8 LMS Evo              | Audi 5.2 L V10                | 42  | Alan Metni          | 1               | [ 53 ] [ 103 ] [ 104 ]                        |
| NTE Sport                                 | Audi R8 LMS Evo              | Audi 5.2 L V10                | 42  | Jaden Conwright     | 5, 12           | [ 53 ] [ 103 ] [ 104 ]                        |
| NTE Sport                                 | Audi R8 LMS Evo              | Audi 5.2 L V10                | 42  | Markus Palttala     | 5               | [ 53 ] [ 103 ] [ 104 ]                        |
| Magnus Racing with Archangel Motorsports  | Acura NSX GT3 Evo            | Acura 3.5 L Turbo V6          | 44  | Andy Lally          | 1–3, 5, 7–12    | [ 105 ] [ 106 ]                               |
| Magnus Racing with Archangel Motorsports  | Acura NSX GT3 Evo            | Acura 3.5 L Turbo V6          | 44  | John Potter         | 1–3, 5, 7–12    | [ 105 ] [ 106 ]                               |
| Magnus Racing with Archangel Motorsports  | Acura NSX GT3 Evo            | Acura 3.5 L Turbo V6          | 44  | Spencer Pumpelly    | 1–2, 5, 12      | [ 105 ] [ 106 ]                               |
| Magnus Racing with Archangel Motorsports  | Acura NSX GT3 Evo            | Acura 3.5 L Turbo V6          | 44  | Mario Farnbacher    | 1               | [ 105 ] [ 106 ]                               |
| HTP Winward Motorsport                    | Mercedes-AMG GT3 Evo         | Mercedes-AMG M159 6.2 L V8    | 57  | Philip Ellis        | 1, 12           | [ 107 ] [ 108 ]                               |
| HTP Winward Motorsport                    | Mercedes-AMG GT3 Evo         | Mercedes-AMG M159 6.2 L V8    | 57  | Maro Engel          | 1, 12           | [ 107 ] [ 108 ]                               |
| HTP Winward Motorsport                    | Mercedes-AMG GT3 Evo         | Mercedes-AMG M159 6.2 L V8    | 57  | Russell Ward        | 1, 12           | [ 107 ] [ 108 ]                               |
| HTP Winward Motorsport                    | Mercedes-AMG GT3 Evo         | Mercedes-AMG M159 6.2 L V8    | 57  | Indy Dontje         | 1               | [ 107 ] [ 108 ]                               |
| Scuderia Corsa                            | Ferrari 488 GT3 Evo 2020     | Ferrari F154CB 3.9 L Turbo V8 | 63  | Ryan Briscoe        | 1               | [ 109 ] [ 100 ]                               |
| Scuderia Corsa                            | Ferrari 488 GT3 Evo 2020     | Ferrari F154CB 3.9 L Turbo V8 | 63  | Bret Curtis         | 1               | [ 109 ] [ 100 ]                               |
| Scuderia Corsa                            | Ferrari 488 GT3 Evo 2020     | Ferrari F154CB 3.9 L Turbo V8 | 63  | Marcos Gomes        | 1               | [ 109 ] [ 100 ]                               |
| Scuderia Corsa                            | Ferrari 488 GT3 Evo 2020     | Ferrari F154CB 3.9 L Turbo V8 | 63  | Ed Jones            | 1               | [ 109 ] [ 100 ]                               |
| Scuderia Corsa                            | Ferrari 488 GT3 Evo 2020     | Ferrari F154CB 3.9 L Turbo V8 | 63  | Colin Braun         | 10              | [ 109 ] [ 100 ]                               |
| Scuderia Corsa                            | Ferrari 488 GT3 Evo 2020     | Ferrari F154CB 3.9 L Turbo V8 | 63  | Daniel Mancinelli   | 10              | [ 109 ] [ 100 ]                               |
| Team TGM                                  | Porsche 911 GT3 R            | Porsche 4.0 L Flat-6          | 64  | Ted Giovanis        | 1               | [ 110 ] [ 111 ] [ 112 ]                       |
| Team TGM                                  | Porsche 911 GT3 R            | Porsche 4.0 L Flat-6          | 64  | Hugh Plumb          | 1               | [ 110 ] [ 111 ] [ 112 ]                       |
| Team TGM                                  | Porsche 911 GT3 R            | Porsche 4.0 L Flat-6          | 64  | Matt Plumb          | 1               | [ 110 ] [ 111 ] [ 112 ]                       |
| Team TGM                                  | Porsche 911 GT3 R            | Porsche 4.0 L Flat-6          | 64  | Owen Trinkler       | 1               | [ 110 ] [ 111 ] [ 112 ]                       |
| Gradient Racing                           | Acura NSX GT3 Evo            | Acura 3.5 L Turbo V6          | 66  | Till Bechtolsheimer | 3–4, 6–11       | [ 69 ]                                        |
| Gradient Racing                           | Acura NSX GT3 Evo            | Acura 3.5 L Turbo V6          | 66  | Marc Miller         | 3–4, 6–10       | [ 69 ]                                        |
| Gradient Racing                           | Acura NSX GT3 Evo            | Acura 3.5 L Turbo V6          | 66  | Mario Farnbacher    | 11              | [ 69 ]                                        |
| Inception Racing with Optimum Motorsport  | McLaren 720S GT3             | McLaren M840T 4.0L Turbo V8   | 70  | Ben Barnicoat       | 12              | [ 113 ]                                       |
| Inception Racing with Optimum Motorsport  | McLaren 720S GT3             | McLaren M840T 4.0L Turbo V8   | 70  | Brendan Iribe       | 12              | [ 113 ]                                       |
| Inception Racing with Optimum Motorsport  | McLaren 720S GT3             | McLaren M840T 4.0L Turbo V8   | 70  | Ollie Millroy       | 12              | [ 113 ]                                       |
| SunEnergy1 Racing                         | Mercedes-AMG GT3 Evo         | Mercedes-AMG M159 6.2 L V8    | 75  | Mikaël Grenier      | 1–2, 4–5        | [ 114 ] [ 54 ]                                |
| SunEnergy1 Racing                         | Mercedes-AMG GT3 Evo         | Mercedes-AMG M159 6.2 L V8    | 75  | Kenny Habul         | 1–2, 4–5        | [ 114 ] [ 54 ]                                |
| SunEnergy1 Racing                         | Mercedes-AMG GT3 Evo         | Mercedes-AMG M159 6.2 L V8    | 75  | Raffaele Marciello  | 1               | [ 114 ] [ 54 ]                                |
| SunEnergy1 Racing                         | Mercedes-AMG GT3 Evo         | Mercedes-AMG M159 6.2 L V8    | 75  | Luca Stolz          | 1               | [ 114 ] [ 54 ]                                |
| SunEnergy1 Racing                         | Mercedes-AMG GT3 Evo         | Mercedes-AMG M159 6.2 L V8    | 75  | Maro Engel          | 2, 5            | [ 114 ] [ 54 ]                                |
| Richard Mille - Compass Racing            | Acura NSX GT3 Evo            | Acura 3.5 L Turbo V6          | 76  | Mario Farnbacher    | 3–4, 6–9        | [ 115 ]                                       |
| Richard Mille - Compass Racing            | Acura NSX GT3 Evo            | Acura 3.5 L Turbo V6          | 76  | Jeff Kingsley       | 3–4, 6–9        | [ 115 ]                                       |
| Team Hardpoint EBM                        | Porsche 911 GT3 R            | Porsche 4.0 L Flat-6          | 88  | Katherine Legge     | Wszystkie       | [ 116 ] [ 117 ] [ 118 ] [ 29 ] [ 119 ] [ 54 ] |
| Team Hardpoint EBM                        | Porsche 911 GT3 R            | Porsche 4.0 L Flat-6          | 88  | Christina Nielsen   | 1–2             | [ 116 ] [ 117 ] [ 118 ] [ 29 ] [ 119 ] [ 54 ] |
| Team Hardpoint EBM                        | Porsche 911 GT3 R            | Porsche 4.0 L Flat-6          | 88  | Earl Bamber         | 1               | [ 116 ] [ 117 ] [ 118 ] [ 29 ] [ 119 ] [ 54 ] |
| Team Hardpoint EBM                        | Porsche 911 GT3 R            | Porsche 4.0 L Flat-6          | 88  | Rob Ferriol         | 1, 3–12         | [ 116 ] [ 117 ] [ 118 ] [ 29 ] [ 119 ] [ 54 ] |
| Team Hardpoint EBM                        | Porsche 911 GT3 R            | Porsche 4.0 L Flat-6          | 88  | Bia Figueiredo      | 2               | [ 116 ] [ 117 ] [ 118 ] [ 29 ] [ 119 ] [ 54 ] |
| Team Hardpoint EBM                        | Porsche 911 GT3 R            | Porsche 4.0 L Flat-6          | 88  | Andrew Davis        | 5, 12           | [ 116 ] [ 117 ] [ 118 ] [ 29 ] [ 119 ] [ 54 ] |
| Team Hardpoint EBM                        | Porsche 911 GT3 R            | Porsche 4.0 L Flat-6          | 99  | Earl Bamber         | 2               | [ 116 ] [ 117 ] [ 118 ] [ 29 ] [ 119 ] [ 54 ] |
| Team Hardpoint EBM                        | Porsche 911 GT3 R            | Porsche 4.0 L Flat-6          | 99  | Trenton Estep       | 2               | [ 116 ] [ 117 ] [ 118 ] [ 29 ] [ 119 ] [ 54 ] |
| Team Hardpoint EBM                        | Porsche 911 GT3 R            | Porsche 4.0 L Flat-6          | 99  | Rob Ferriol         | 2               | [ 116 ] [ 117 ] [ 118 ] [ 29 ] [ 119 ] [ 54 ] |
| Turner Motorsport                         | BMW M6 GT3                   | BMW 4.4 L Turbo V8            | 96  | Bill Auberlen       | Wszystkie       | [ 120 ]                                       |
| Turner Motorsport                         | BMW M6 GT3                   | BMW 4.4 L Turbo V8            | 96  | Robby Foley         | Wszystkie       | [ 120 ]                                       |
| Turner Motorsport                         | BMW M6 GT3                   | BMW 4.4 L Turbo V8            | 96  | Aidan Read          | 1–2, 5, 12      | [ 120 ]                                       |
| Turner Motorsport                         | BMW M6 GT3                   | BMW 4.4 L Turbo V8            | 96  | Colton Herta        | 1               | [ 120 ]                                       |
| TF Sport                                  | Aston Martin Vantage AMR GT3 | Aston Martin 4.0 L Turbo V8   | 97  | Charlie Eastwood    | 1               | [ 121 ]                                       |
| TF Sport                                  | Aston Martin Vantage AMR GT3 | Aston Martin 4.0 L Turbo V8   | 97  | Ben Keating         | 1               | [ 121 ]                                       |
| TF Sport                                  | Aston Martin Vantage AMR GT3 | Aston Martin 4.0 L Turbo V8   | 97  | Max Root            | 1               | [ 121 ]                                       |
| TF Sport                                  | Aston Martin Vantage AMR GT3 | Aston Martin 4.0 L Turbo V8   | 97  | Richard Westbrook   | 1               | [ 121 ]                                       |

## Wyniki
Pogrubienie oznacza zwycięzców wyścigu bez podziału na kategorie.
| Runda | Tor          | Zwycięzcy DPi                                                     | Zwycięzcy LMP2                                            | Zwycięzcy LMP3                                        | Zwycięzcy GTLM                               | Zwycięzcy GTD                                    | Wyniki szczegółowe  |
| ----- | ------------ | ----------------------------------------------------------------- | --------------------------------------------------------- | ----------------------------------------------------- | -------------------------------------------- | ------------------------------------------------ | ------------------- |
| WK    | Daytona      | #31 Whelen Engineering Racing                                     | #52 PR1/Mathiasen Motorsports                             | #6 Mühlner Motorsports America                        | #4 Corvette Racing                           | #96 Turner Motorsport                            | Wyniki              |
| WK    | Daytona      | Pipo Derani Felipe Nasr                                           | Mikkel Jensen Ben Keating                                 | Laurents Hörr Moritz Kranz                            | Alexander Sims Nick Tandy                    | Bill Auberlen Robby Foley                        | Wyniki              |
| 1     | Daytona      | #10 Konica Minolta Acura                                          | #18 Era Motorsport with IDEC Sport                        | #74 Riley Motorsports                                 | #3 Corvette Racing                           | #57 HTP Winward Motorsport                       | Wyniki              |
| 1     | Daytona      | Filipe Albuquerque Helio Castroneves Alexander Rossi Ricky Taylor | Paul-Loup Chatin Ryan Dalziel Dwight Merriman Kyle Tilley | Scott Andrews Oliver Askew Spencer Pigot Gar Robinson | Nick Catsburg Antonio García Jordan Taylor   | Indy Dontje Philip Ellis Maro Engel Russell Ward | Wyniki              |
| 2     | Sebring      | #5 JDC-Mustang Sampling Racing                                    | #52 PR1/Mathiasen Motorsports                             | #54 CORE Autosport                                    | #79 WeatherTech Racing                       | #9 Pfaff Motorsports                             | Kwalifikacje Wyścig |
| 2     | Sebring      | Sébastien Bourdais Loïc Duval Tristan Vautier                     | Scott Huffaker Mikkel Jensen Ben Keating                  | Jon Bennett Colin Braun George Kurtz                  | Matt Campbell Mathieu Jaminet Cooper MacNeil | Lars Kern Zach Robichon Laurens Vanthoor         | Kwalifikacje Wyścig |
| 3     | Mid-Ohio     | #10 Konica Minolta Acura                                          | –                                                         | #74 Riley Motorsports                                 | –                                            | #96 Turner Motorsport                            | Kwalifikacje Wyścig |
| 3     | Mid-Ohio     | Filipe Albuquerque Ricky Taylor                                   | –                                                         | Felipe Fraga Gar Robinson                             | –                                            | Bill Auberlen Robby Foley                        | Kwalifikacje Wyścig |
| 4     | Belle Isle   | #01 Cadillac Chip Ganassi Racing                                  | –                                                         | –                                                     | #4 Corvette Racing                           | #23 Heart of Racing Team                         | Kwalifikacje Wyścig |
| 4     | Belle Isle   | Kevin Magnussen Renger van der Zande                              | –                                                         | –                                                     | Tommy Milner Nick Tandy                      | Roman De Angelis Ross Gunn                       | Kwalifikacje Wyścig |
| 5     | Watkins Glen | #55 Mazda Motorsport                                              | #11 WIN Autosport                                         | #74 Riley Motorsports                                 | #3 Corvette Racing                           | #96 Turner Motorsport                            | Kwalifikacje Wyścig |
| 5     | Watkins Glen | Jonathan Bomarito Oliver Jarvis Harry Tincknell                   | Thomas Merrill Tristan Nunez Steven Thomas                | Scott Andrews Felipe Fraga Gar Robinson               | Antonio García Jordan Taylor                 | Bill Auberlen Robby Foley Aidan Read             | Kwalifikacje Wyścig |
| 6     | Watkins Glen | #31 Whelen Engineering Racing                                     | #52 PR1/Mathiasen Motorsports                             | #74 Riley Motorsports                                 | #3 Corvette Racing                           | #14 Vasser-Sullivan Racing                       | Kwalifikacje Wyścig |
| 6     | Watkins Glen | Pipo Derani Felipe Nasr                                           | Mikkel Jensen Ben Keating                                 | Felipe Fraga Gar Robinson                             | Antonio García Jordan Taylor                 | Jack Hawksworth Aaron Telitz                     | Kwalifikacje Wyścig |
| 7     | Lime Rock    | –                                                                 | –                                                         | –                                                     | #3 Corvette Racing                           | #23 Heart of Racing Team                         | Kwalifikacje Wyścig |
| 7     | Lime Rock    | –                                                                 | –                                                         | –                                                     | Antonio García Jordan Taylor                 | Roman De Angelis Ross Gunn                       | Kwalifikacje Wyścig |
| 8     | Road America | #31 Whelen Engineering Racing                                     | #18 Era Motorsport with IDEC Sport                        | #54 CORE Autosport                                    | #79 WeatherTech Racing                       | #9 Pfaff Motorsports                             | Kwalifikacje Wyścig |
| 8     | Road America | Pipo Derani Felipe Nasr                                           | Ryan Dalziel Dwight Merriman                              | Jon Bennett Colin Braun                               | Matt Campbell Cooper MacNeil                 | Zach Robichon Laurens Vanthoor                   | Kwalifikacje Wyścig |
| 9     | Laguna Seca  | #10 Konica Minolta Acura                                          | #52 PR1/Mathiasen Motorsports                             | –                                                     | #4 Corvette Racing                           | #9 Pfaff Motorsports                             | Kwalifikacje Wyścig |
| 9     | Laguna Seca  | Filipe Albuquerque Ricky Taylor                                   | Mikkel Jensen Ben Keating                                 | –                                                     | Tommy Milner Nick Tandy                      | Zach Robichon Laurens Vanthoor                   | Kwalifikacje Wyścig |
| 10    | Long Beach   | #31 Whelen Engineering Racing                                     | –                                                         | –                                                     | #4 Corvette Racing                           | #1 Paul Miller Racing                            | Kwalifikacje Wyścig |
| 10    | Long Beach   | Pipo Derani Felipe Nasr                                           | –                                                         | –                                                     | Tommy Milner Nick Tandy                      | Bryan Sellers Madison Snow                       | Kwalifikacje Wyścig |
| 11    | VIR          | –                                                                 | –                                                         | –                                                     | #4 Corvette Racing                           | #9 Pfaff Motorsports                             | Kwalifikacje Wyścig |
| 11    | VIR          | –                                                                 | –                                                         | –                                                     | Tommy Milner Nick Tandy                      | Zach Robichon Laurens Vanthoor                   | Kwalifikacje Wyścig |
| 12    | Road Atlanta | #55 Mazda Motorsport                                              | #8 Tower Motorsport by Starworks                          | #74 Riley Motorsports                                 | #79 WeatherTech Racing                       | #23 Heart of Racing Team                         | Kwalifikacje Wyścig |
| 12    | Road Atlanta | Jonathan Bomarito Oliver Jarvis Harry Tincknell                   | Gabriel Aubry John Farano James French                    | Scott Andrews Felipe Fraga Gar Robinson               | Matt Campbell Mathieu Jaminet Cooper MacNeil | Roman De Angelis Ross Gunn Ian James             | Kwalifikacje Wyścig |

## Klasyfikacje
Punktacja w klasyfikacji sezonu
| Pozycja      | 1   | 2   | 3   | 4   | 5   | 6   | 7   | 8   | 9   | 10  | 11  | 12  | 13  | 14  | 15  | 16  | 17  | 18  | 19  | 20  | 21  | 22 | 23 | 24 | 25 | 26 | 27 | 28 | 29 | 30+ |
| ------------ | --- | --- | --- | --- | --- | --- | --- | --- | --- | --- | --- | --- | --- | --- | --- | --- | --- | --- | --- | --- | --- | -- | -- | -- | -- | -- | -- | -- | -- | --- |
| Kwalifikacje | 35  | 32  | 30  | 28  | 26  | 25  | 24  | 23  | 22  | 21  | 20  | 19  | 18  | 17  | 16  | 15  | 14  | 13  | 12  | 11  | 10  | 9  | 8  | 7  | 6  | 5  | 4  | 3  | 2  | 1   |
| Wyścig       | 350 | 320 | 300 | 280 | 260 | 250 | 240 | 230 | 220 | 210 | 200 | 190 | 180 | 170 | 160 | 150 | 140 | 130 | 120 | 110 | 100 | 90 | 80 | 70 | 60 | 50 | 40 | 30 | 20 | 10  |

Punktacja w klasyfikacji Michelin Endurance Cup
Punkty w tej klasyfikacji przyznawane są podczas wyścigu i na jego koniec na podstawie zajmowanych pozycji.
| Pozycja | 1 | 2 | 3 | Pozostali |
| ------- | - | - | - | --------- |
| Wyścig  | 5 | 4 | 3 | 2         |

| Legenda oznaczeń w tabelach wyników | Legenda oznaczeń w tabelach wyników    |
| Oznaczenie                          | Wyjaśnienie                            |
| ----------------------------------- | -------------------------------------- |
| Złoty                               | Zwycięzca                              |
| Srebrny                             | 2. miejsce                             |
| Brązowy                             | 3. miejsce                             |
| Zielony                             | Ukończył, punktował                    |
| Niebieski                           | Niesklasyfikowany (NS)                 |
| Niebieski                           | Ukończył, nie punktował                |
| Czerwony                            | Nie zakwalifikował się (NZ)            |
| Czerwony                            | Nie prekwalifikował się (NPK)          |
| Różowy                              | Nie ukończył (NU)                      |
| Czarny                              | Zdyskwalifikowany (DK)                 |
| Czarny                              | Wykluczony (WYK/EX)                    |
| Biały                               | Nie wystartował (NW)                   |
| Biały                               | Kontuzjowany (K/INJ)                   |
| Biały                               | Wyścig odwołany (OD/C)                 |
| Bez koloru (domyślny #F8F8F8)       | Został wycofany (WYC/WD)               |
| Bez koloru (domyślny #F8F8F8)       | Nie przybył (NP/DNA)                   |
| Bez koloru (domyślny #F8F8F8)       | Nie brał udziału w treningach (NT/DNP) |
| Bez koloru (domyślny #F8F8F8)       | Nie został zgłoszony (–)               |
| Pogrubienie                         | Start z pole position                  |
| Kursywa                             | Najszybsze okrążenie wyścigu           |

### Daytona Prototype International (DPi)

#### Kierowcy
| Pozycja | Kierowcy                                      | DAY | DAY | SEB | MOH | BEL | WGL1 | WGL2 | ELK | LGA | LBH | ATL | Punkty | MEC |
| Pozycja | Kierowcy                                      | K   | W   | SEB | MOH | BEL | WGL1 | WGL2 | ELK | LGA | LBH | ATL | Punkty | MEC |
| ------- | --------------------------------------------- | --- | --- | --- | --- | --- | ---- | ---- | --- | --- | --- | --- | ------ | --- |
| 1       | Pipo Derani Felipe Nasr                       | 1   | 6   | 6   | 2   | 2   | 4    | 1    | 1   | 3   | 1   | 2   | 3407   | 32  |
| 2       | Filipe Albuquerque Ricky Taylor               | 5   | 1   | 4   | 1   | 3   | 3    | 3    | 4   | 1   | 4   | 3   | 3396   | 45  |
| 3       | Oliver Jarvis Harry Tincknell                 | 2   | 3   | 2   | 3   | 4   | 1    | 5    | 2   | 5   | 5   | 1   | 3264   | 39  |
| 4       | Renger van der Zande                          | 7   | 5   | 5   | 5   | 1   | 6    | 2    | 3   | 2   | 2   | 5   | 3163   | 30  |
| 5       | Dane Cameron                                  | 4   | 4   | 3   | 6   | 6   | 2    | 6    | 5   | 4   | 6   | 6   | 2946   | 34  |
| 6       | Loïc Duval Tristan Vautier                    | 3   | 7   | 1   | 4   | 5   | 7    | 4    | 6   | 6   | 3   | 7   | 2933   | 32  |
| 7       | Kevin Magnussen                               | 7   | 5   | 5   | 5   | 1   | 6    | 2    | 3   | 2   | 2   | –   | 2879   | 24  |
| 8       | Olivier Pla                                   | 4   | 4   | 3   | 6   | 6   | 2    | 6    | 5   | 4   | 6   | –   | 2668   | 25  |
| 9       | Jonathan Bomarito                             | 2   | 3   | 2   | –   | –   | 1    | –    | –   | –   | –   | 1   | 1436   | 39  |
| 10      | Alexander Rossi                               | 5   | 1   | 4   | –   | –   | 3    | –    | –   | –   | –   | 3   | 1348   | 45  |
| 11      | Mike Conway                                   | 1   | 6   | 6   | –   | –   | 4    | –    | –   | –   | –   | 2   | 1231   | 32  |
| 12      | Jimmie Johnson Kamui Kobayashi Simon Pagenaud | 6   | 2   | 7   | –   | –   | 5    | –    | –   | –   | –   | 4   | 1203   | 28  |
| 13      | Sébastien Bourdais                            | 3   | 7   | 1   | –   | –   | 7    | –    | –   | –   | –   | 7   | 1180   | 32  |
| 14      | Juan Pablo Montoya                            | 4   | 4   | 3   | –   | –   | –    | –    | –   | –   | –   | 6   | 912    | 26  |
| 15      | Scott Dixon                                   | 7   | 5   | 5   | –   | –   | –    | –    | –   | –   | –   | 5   | 858    | 26  |
| 16      | Hélio Castroneves                             | 5   | 1   | –   | –   | –   | –    | –    | –   | –   | –   | 6   | 654    | 27  |
| 17      | Mike Rockenfeller                             | 6   | 2   | –   | –   | –   | –    | –    | –   | –   | –   | –   | 345    | 12  |
| 18      | A. J. Allmendinger                            | 4   | 4   | –   | –   | –   | –    | –    | –   | –   | –   | –   | 308    | 8   |
| 19      | Chase Elliott                                 | 1   | 6   | –   | –   | –   | –    | –    | –   | –   | –   | –   | 285    | 9   |
| 20      | Earl Bamber                                   | –   | –   | –   | –   | –   | –    | –    | –   | –   | –   | 5   | 284    | 6   |
| Pozycja | Kierowcy                                      | DAY | DAY | SEB | MOH | BEL | WGL1 | WGL2 | ELK | LGA | LBH | ATL | Punkty | MEC |

#### Zespoły
| Pozycja | Zespół                                   | Samochód         | DAY | DAY | SEB | MOH | BEL | WGL1 | WGL2 | ELK | LGA | LBH | ATL | Punkty | MEC |
| Pozycja | Zespół                                   | Samochód         | K   | W   | SEB | MOH | BEL | WGL1 | WGL2 | ELK | LGA | LBH | ATL | Punkty | MEC |
| ------- | ---------------------------------------- | ---------------- | --- | --- | --- | --- | --- | ---- | ---- | --- | --- | --- | --- | ------ | --- |
| 1       | #31 Whelen Engineering Racing            | Cadillac DPi-V.R | 1   | 6   | 6   | 2   | 2   | 4    | 1    | 1   | 3   | 1   | 2   | 3407   | 32  |
| 2       | #10 Konica Minolta Acura                 | Acura ARX-05     | 5   | 1   | 4   | 1   | 3   | 3    | 3    | 4   | 1   | 4   | 3   | 3396   | 45  |
| 3       | #55 Mazda Motorsports                    | Mazda RT24-P     | 2   | 3   | 2   | 3   | 4   | 1    | 5    | 2   | 5   | 5   | 1   | 3264   | 39  |
| 4       | #01 Cadillac Chip Ganassi Racing         | Cadillac DPi-V.R | 7   | 5   | 5   | 5   | 1   | 6    | 2    | 3   | 2   | 2   | 5   | 3163   | 30  |
| 5       | #60 Meyer Shank Racing w/ Curb-Agajanian | Acura ARX-05     | 4   | 4   | 3   | 6   | 6   | 2    | 6    | 5   | 4   | 6   | 6   | 2946   | 34  |
| 6       | #5 JDC-Mustang Sampling Racing           | Cadillac DPi-V.R | 3   | 7   | 1   | 4   | 5   | 7    | 4    | 6   | 6   | 3   | 7   | 2933   | 32  |
| 7       | #48 Ally Cadillac Racing                 | Cadillac DPi-V.R | 6   | 2   | 7   | –   | –   | 5    | –    | –   | –   | –   | 4   | 1203   | 28  |
| Pozycja | Zespół                                   | Samochód         | DAY | DAY | SEB | MOH | BEL | WGL1 | WGL2 | ELK | LGA | LBH | ATL | Punkty | MEC |

#### Producenci
| Pozycja | Producent | DAY | DAY | SEB | MOH | BEL | WGL1 | WGL2 | ELK | LGA | LBH | ATL | Punkty | MEC |
| Pozycja | Producent | K   | W   | SEB | MOH | BEL | WGL1 | WGL2 | ELK | LGA | LBH | ATL | Punkty | MEC |
| ------- | --------- | --- | --- | --- | --- | --- | ---- | ---- | --- | --- | --- | --- | ------ | --- |
| 1       | Cadillac  | 1   | 2   | 1   | 2   | 1   | 4    | 1    | 1   | 2   | 1   | 2   | 3666   | 48  |
| 2       | Acura     | 4   | 1   | 3   | 1   | 3   | 2    | 3    | 4   | 1   | 4   | 3   | 3553   | 51  |
| 3       | Mazda     | 2   | 3   | 2   | 3   | 4   | 1    | 5    | 2   | 5   | 5   | 1   | 3421   | 45  |
| Pozycja | Producent | DAY | DAY | SEB | MOH | BEL | WGL1 | WGL2 | ELK | LGA | LBH | ATL | Punkty | MEC |

### Le Mans Prototype 2 (LMP2)

#### Kierowcy
| Pozycja | Kierowcy                                                          | DAY | DAY | SEB | WGL1 | WGL2 | ELK | LGA | ATL | Punkty | MEC |
| Pozycja | Kierowcy                                                          | K   | W   | SEB | WGL1 | WGL2 | ELK | LGA | ATL | Punkty | MEC |
| ------- | ----------------------------------------------------------------- | --- | --- | --- | ---- | ---- | --- | --- | --- | ------ | --- |
| 1       | Mikkel Jensen Ben Keating                                         | 1   | 7   | 1   | 2    | 1    | 3   | 1   | 2   | 2162   | 45  |
| 2       | Tristan Nunez Steven Thomas                                       | 10  | 5   | 4   | 1    | 2    | 4   | 3   | 3   | 2026   | 37  |
| 3       | Gabriel Aubry John Farano                                         | 3   | 2   | 3   | 4    | 3    | 2   | 2   | 1   | 2012   | 42  |
| 4       | Ryan Dalziel Dwight Merriman                                      | 7   | 1   | 2   | 5    | –    | 1   | 4   | 5   | 1620   | 34  |
| 5       | Scott Huffaker                                                    | 1   | 7   | 1   | 2    | –    | –   | –   | 2   | 1057   | 45  |
| 6       | Thomas Merrill                                                    | 10  | 5   | 4   | 1    | –    | –   | –   | 3   | 1032   | 37  |
| 7       | Kyle Tilley                                                       | 7   | 1   | 2   | 5    | –    | –   | –   | 5   | 930    | 34  |
| 8       | Wayne Boyd James McGuire Guy Smith                                | –   | –   | 5   | 3    | –    | –   | –   | 4   | 920    | 18  |
| 9       | James French                                                      | –   | –   | –   | 4    | –    | –   | –   | 1   | 686    | 16  |
| 10      | Timothé Buret                                                     | 3   | 2   | 3   | –    | –    | –   | –   | –   | 326    | 26  |
| -       | Paul-Loup Chatin                                                  | 7   | 1   | –   | –    | –    | –   | –   | –   | 0      | 13  |
| -       | Matthieu Vaxivière                                                | 3   | 2   | –   | –    | –    | –   | –   | –   | 0      | 16  |
| -       | Devlin DeFrancesco Eric Lux Christopher Mies Fabian Schiller      | 9   | 3   | –   | –    | –    | –   | –   | –   | 0      | 13  |
| -       | Austin Dillon Sven Müller Cody Ware Salih Yoluç                   | 8   | 4   | –   | –    | –    | –   | –   | –   | 0      | 8   |
| -       | Matthew Bell                                                      | 10  | 5   | –   | –    | –    | –   | –   | –   | 0      | 11  |
| -       | Andrea Belicchi Antonio Fuoco Roberto Lacorte Giorgio Sernagiotto | 6   | 6   | –   | –    | –    | –   | –   | –   | 0      | 11  |
| -       | Nicolas Lapierre                                                  | 1   | 7   | –   | –    | –    | –   | –   | –   | 0      | 8   |
| -       | Frits van Eerd Giedo van der Garde Charles Milesi Job van Uitert  | 4   | 8   | –   | –    | –    | –   | –   | –   | 0      | 8   |
| -       | Dennis Andersen Anders Fjordbach Ferdinand Habsburg Robert Kubica | 2   | 9   | –   | –    | –    | –   | –   | –   | 0      | 8   |
| -       | Garett Grist Ben Hanley Rob Hodes Rinus VeeKay                    | 5   | 10  | –   | –    | –    | –   | –   | –   | 0      | 8   |
| Pozycja | Kierowcy                                                          | DAY | DAY | SEB | WGL1 | WGL2 | ELK | LGA | ATL | Punkty | MEC |

#### Zespoły
| Pozycja | Zespół                             | Samochód       | DAY | DAY | SEB | WGL1 | WGL2 | ELK | LGA | ATL | Punkty | MEC |
| Pozycja | Zespół                             | Samochód       | K   | W   | SEB | WGL1 | WGL2 | ELK | LGA | ATL | Punkty | MEC |
| ------- | ---------------------------------- | -------------- | --- | --- | --- | ---- | ---- | --- | --- | --- | ------ | --- |
| 1       | #52 PR1 Mathiasen Motorsports      | Oreca 07       | 1   | 7   | 1   | 2    | 1    | 3   | 1   | 2   | 2162   | 45  |
| 2       | #11 WIN Autosport                  | Oreca 07       | 10  | 5   | 4   | 1    | 2    | 4   | 3   | 3   | 2026   | 37  |
| 3       | #8 Tower Motorsport                | Oreca 07       | 3   | 2   | 3   | 4    | 3    | 2   | 2   | 1   | 2012   | 42  |
| 4       | #18 Era Motorsport with IDEC Sport | Oreca 07       | 7   | 1   | 2   | 5    | –    | 1   | 4   | 5   | 1620   | 34  |
| 5       | #22 United Autosports              | Oreca 07       | –   | –   | 5   | 3    | –    | –   | –   | 4   | 920    | 18  |
| -       | #82 DragonSpeed USA                | Oreca 07       | 9   | 3   | –   | –    | –    | –   | –   | –   | 0      | 13  |
| -       | #51 RWR-Eurasia                    | Ligier JS P217 | 8   | 4   | –   | –    | –    | –   | –   | –   | 0      | 8   |
| -       | #47 Cetilar Racing                 | Dallara P217   | 6   | 6   | –   | –    | –    | –   | –   | –   | 0      | 11  |
| -       | #29 Racing Team Nederland          | Oreca 07       | 4   | 8   | –   | –    | –    | –   | –   | –   | 0      | 8   |
| -       | #20 High Class Racing              | Oreca 07       | 2   | 9   | –   | –    | –    | –   | –   | –   | 0      | 8   |
| -       | #81 DragonSpeed USA                | Oreca 07       | 5   | 10  | –   | –    | –    | –   | –   | –   | 0      | 8   |
| Pozycja | Zespół                             | Samochód       | DAY | DAY | SEB | WGL1 | WGL2 | ELK | LGA | ATL | Punkty | MEC |

#### Nagroda Jima Truemana
O tę nagrodę walczyli kierowcy LMP2 z brązową kategorią. Zwycięzca otrzymał automatyczne zaproszenie na wyścig Le Mans w 2022 roku.
| Pozycja | Kierowca        | DAY | SEB | WGL1 | WGL2 | ELK | LGA | ATL | Punkty |
| ------- | --------------- | --- | --- | ---- | ---- | --- | --- | --- | ------ |
| 1       | Ben Keating     | 7   | 1   | 2    | 1    | 3   | 1   | 2   | 2230   |
| 2       | John Farano     | 2   | 3   | 4    | 3    | 2   | 2   | 1   | 2190   |
| 3       | Steven Thomas   | 5   | 4   | 1    | 2    | 4   | 3   | 3   | 2090   |
| 4       | Dwight Merriman | 1   | 2   | 5    | –    | 1   | 4   | 5   | 1820   |
| 5       | Thomas Merrill  | 5   | 4   | 1    | –    | –   | –   | 3   | 1190   |
| 6       | James McGuire   | –   | 5   | 3    | –    | –   | –   | 4   | 840    |
| 7       | Eric Lux        | 3   | –   | –    | –    | –   | –   | –   | 300    |
| 8       | Salih Yoluç     | 4   | –   | –    | –    | –   | –   | –   | 280    |
| 9       | Roberto Lacorte | 6   | –   | –    | –    | –   | –   | –   | 250    |
| 10      | Frits van Eerd  | 8   | –   | –    | –    | –   | –   | –   | 230    |
| 11      | Dennis Andersen | 9   | –   | –    | –    | –   | –   | –   | 220    |
| 12      | Rob Hodes       | 10  | –   | –    | –    | –   | –   | –   | 210    |
| Pozycja | Kierowca        | DAY | SEB | WGL1 | WGL2 | ELK | LGA | ATL | Punkty |

### Le Mans Prototype 3 (LMP3)

#### Kierowcy
| Pozycja | Kierowcy                               | DAY | DAY | SEB | MOH | WGL1 | WGL2 | ELK | ATL | Punkty | MEC |
| Pozycja | Kierowcy                               | K   | W   | SEB | MOH | WGL1 | WGL2 | ELK | ATL | Punkty | MEC |
| ------- | -------------------------------------- | --- | --- | --- | --- | ---- | ---- | --- | --- | ------ | --- |
| 1       | Gar Robinson                           | NW  | 1   | 3   | 1   | 1    | 1    | 3   | 1   | 2176   | 55  |
| 2       | Jon Bennett Colin Braun                | 3   | 5   | 1   | 4   | 2    | 3    | 1   | 7   | 1990   | 31  |
| 3       | Jim Cox Dylan Murry                    | 6   | 4   | 2   | 3   | 3    | 2    | 4   | 3   | 1922   | 33  |
| 4       | Felipe Fraga                           | –   | –   | –   | 1   | 1    | 1    | 3   | 1   | 1846   | 24  |
| 5       | Rasmus Lindh                           | 5   | 6   | 7   | 2   | 7    | 5    | 2   | 9   | 1790   | 27  |
| 6       | Oliver Askew                           | NW  | 1   | 4   | 6   | 4    | 4    | 5   | 10  | 1744   | 39  |
| 7       | Dan Goldburg                           | –   | –   | 7   | 2   | 7    | –    | 2   | 9   | 1495   | 19  |
| 8       | Jarett Andretti                        | –   | –   | –   | 6   | 4    | 4    | 5   | 10  | 1432   | 10  |
| 9       | Scott Andrews                          | NW  | 1   | 3   | –   | 1    | –    | –   | 1   | 1081   | 55  |
| 10      | Jeroen Bleekemolen                     | 6   | 4   | 2   | –   | 3    | –    | –   | 3   | 998    | 33  |
| 11      | George Kurtz                           | 3   | 5   | 1   | –   | 2    | –    | –   | 7   | 968    | 31  |
| 12      | Niklas Krütten                         | –   | –   | 6   | –   | 5    | –    | –   | 6   | 854    | 16  |
| 13      | Mateo Llarena                          | 5   | 6   | 7   | –   | 7    | 5    | –   | –   | 838    | 21  |
| 14      | Spencer Pigot                          | NW  | 1   | 3   | –   | –    | –    | –   | 2   | 673    | 44  |
| 15      | Austin McCusker                        | 6   | 4   | 4   | –   | 5    | –    | –   | –   | 607    | 21  |
| 16      | João Barbosa Lance Willsey             | 4   | 2   | 5   | 5   | –    | –    | –   | –   | 571    | 21  |
| 17      | Dom Cicero Theodor Olsen               | –   | –   | –   | –   | 6    | 6    | –   | –   | 526    | 4   |
| 18      | Matthew Bell                           | –   | –   | 6   | –   | –    | –    | –   | 8   | 504    | 12  |
| 19      | Ari Balogh Garett Grist                | –   | –   | –   | –   | –    | –    | –   | 2   | 343    | 13  |
| 20      | Stevan McAleer                         | 1   | 3   | 4   | –   | –    | –    | –   | –   | 312    | 22  |
| 21      | Marco Andretti                         | –   | –   | –   | –   | 4    | –    | –   | –   | 312    | 4   |
| 22      | Todd Archer Max Hanratty James Vance   | –   | –   | –   | –   | –    | –    | –   | 4   | 304    | 6   |
| 23      | Edouard Cauhaupé                       | –   | –   | –   | –   | 5    | –    | –   | –   | 295    | 4   |
| 24      | Yann Clairay                           | 4   | 2   | 5   | –   | –    | –    | –   | –   | 285    | 21  |
| 25      | Mark Kvamme                            | 2   | 7   | –   | –   | –    | –    | –   | 5   | 285    | 14  |
| 26      | Rodrigo Pflucker Stefan Rzadzinski     | –   | –   | –   | –   | –    | –    | –   | 5   | 285    | 6   |
| 27      | Tom Gamble Andy Meyrick                | –   | –   | –   | –   | –    | –    | –   | 6   | 285    | 6   |
| 28      | Ben Devlin                             | –   | –   | –   | –   | 6    | –    | –   | –   | 276    | 4   |
| 29      | Tõnis Kasemets Augie Pabst             | –   | –   | –   | –   | –    | –    | 6   |     | 276    | 0   |
| 30      | Rodrigo Sales                          | –   | –   | 6   | –   | –    | –    | –   | –   | 274    | 6   |
| 31      | Terry Olson Mike Skeen                 | –   | –   | –   | –   | –    | –    | 7   |     | 265    | 0   |
| 32      | Malthe Jakobsen                        | –   | –   | –   | –   | –    | –    | –   | 9   | 252    | 6   |
| 33      | Josh Burdon                            | –   | –   | –   | –   | –    | –    | –   | 10  | 240    | 6   |
| 34      | Naveen Rao Josh Skelton                | –   | –   | –   | –   | –    | –    | –   | 8   | 230    | 6   |
| -       | Wayne Boyd                             | 4   | 2   | –   | –   | –    | –    | –   | –   | 0      | 15  |
| -       | Laurents Hörr Kenton Koch Moritz Kranz | 1   | 3   | –   | –   | –    | –    | –   | –   | 0      | 13  |
| -       | Matt McMurry                           | 3   | 5   | –   | –   | –    | –    | –   | –   | 0      | 8   |
| -       | Cameron Cassels Ayrton Ori             | 5   | 6   | –   | –   | –    | –    | –   | –   | 0      | 8   |
| -       | Gabby Chaves Trenton Estep Ryan Norman | 2   | 7   | –   | –   | –    | –    | –   | –   | 0      | 8   |
| Pozycja | Kierowcy                               | DAY | DAY | SEB | MOH | WGL1 | WGL2 | ELK | ATL | Punkty | MEC |

#### Zespoły
| Pozycja | Zespół                           | Samochód       | DAY | DAY | SEB | MOH | WGL1 | WGL2 | ELK | ATL | Punkty | MEC |
| Pozycja | Zespół                           | Samochód       | K   | W   | SEB | MOH | WGL1 | WGL2 | ELK | ATL | Punkty | MEC |
| ------- | -------------------------------- | -------------- | --- | --- | --- | --- | ---- | ---- | --- | --- | ------ | --- |
| 1       | #74 Riley Motorsports            | Ligier JS P320 | NW  | 1   | 3   | 1   | 1    | 1    | 3   | 1   | 2176   | 55  |
| 2       | #54 CORE Autosport               | Ligier JS P320 | 3   | 5   | 1   | 4   | 2    | 3    | 1   | 7   | 1990   | 31  |
| 3       | #91 Riley Motorsports            | Ligier JS P320 | 6   | 4   | 2   | 3   | 3    | 2    | 4   | 3   | 1922   | 33  |
| 4       | #38 Performance Tech Motorsports | Ligier JS P320 | 5   | 6   | 7   | 2   | 7    | 5    | 2   | 9   | 1790   | 27  |
| 5       | #36 Andretti Autosport           | Ligier JS P320 | –   | –   | –   | 6   | 4    | 4    | 5   | 10  | 1432   | 10  |
| 6       | #30 Jr III Racing                | Ligier JS P320 | –   | –   | –   | –   | –    | –    | 7   | 2   | 608    | 13  |
| 7       | #7 Forty7 Motorsports            | Duqueine D-08  | 2   | 7   | 4   | –   | –    | –    | –   | 5   | 597    | 23  |
| 8       | #2 United Autosports USA         | Ligier JS P320 | –   | –   | –   | –   | 5    | –    | –   | 6   | 580    | 10  |
| 9       | #33 Sean Creech Motorsport       | Ligier JS P320 | 4   | 2   | 5   | 5   | –    | –    | –   | –   | 571    | 21  |
| 10      | #84 Dawson Racing                | Ligier JS P320 | –   | –   | –   | –   | 6    | 6    | –   | –   | 526    | 4   |
| 11      | #83 WIN Autosport                | Duqueine D-08  | –   | –   | 6   | –   | –    | –    | –   | 8   | 504    | 12  |
| 12      | #40 FastMD Racing                | Duqueine D-08  | –   | –   | –   | –   | –    | –    | –   | 4   | 304    | 6   |
| 13      | #61 Wulver Racing                | Ligier JS P320 | –   | –   | –   | –   | –    | –    | 6   | –   | 276    | -   |
| -       | #6 Mühlner Motorsports America   | Duqueine D-08  | 1   | 3   | –   | –   | –    | –    | –   | –   | 0      | 13  |
| Pozycja | Zespół                           | Samochód       | DAY | DAY | SEB | MOH | WGL1 | WGL2 | ELK | ATL | Punkty | MEC |

### Grand Touring Le Mans (GTLM)

#### Kierowcy
| Pozycja | Kierowcy                                                     | DAY | DAY | SEB | BEL | WGL1 | WGL2 | LIM | ELK | LGA | LBH | VIR | ATL | Punkty | MEC |
| Pozycja | Kierowcy                                                     | K   | W   | SEB | BEL | WGL1 | WGL2 | LIM | ELK | LGA | LBH | VIR | ATL | Punkty | MEC |
| ------- | ------------------------------------------------------------ | --- | --- | --- | --- | ---- | ---- | --- | --- | --- | --- | --- | --- | ------ | --- |
| 1       | Antonio García Jordan Taylor                                 | 2   | 1   | 4   | 2   | 1    | 1    | 1   | 2   | 2   | 2   | 2   | 6   | 3549   | 40  |
| 2       | Tommy Milner Nick Tandy                                      | 1   | 2   | 5   | 1   | 4    | 2    | 2   | 3   | 1   | 1   | 1   | 4   | 3448   | 44  |
| 3       | Cooper MacNeil                                               | 3   | 6   | 1   | –   | 5    | 3    | 3   | 1   | 3   | 3   | 3   | 1   | 3356   | 35  |
| 4       | Matt Campbell                                                | –   | –   | 1   | –   | 5    | 3    | –   | 1   | 3   | –   | –   | 1   | 2084   | 27  |
| 5       | Mathieu Jaminet                                              | –   | –   | 1   | –   | 5    | –    | 3   | –   | –   | 3   | –   | 1   | 1706   | 27  |
| 6       | John Edwards Augusto Farfus Jesse Krohn                      | 6   | 3   | 3   | –   | 2    | –    | –   | –   | –   | –   | –   | 3   | 1336   | 35  |
| 7       | Connor De Phillippi Philipp Eng Bruno Spengler               | 5   | 5   | 2   | –   | 3    | –    | –   | –   | –   | –   | –   | 5   | 1251   | 35  |
| 8       | Nick Catsburg                                                | 2   | 1   | 4   | –   | –    | –    | –   | –   | –   | –   | –   | 6   | 977    | 31  |
| 9       | Kévin Estre                                                  | 3   | 6   | –   | –   | –    | –    | –   | –   | –   | –   | 3   | 2   | 958    | 17  |
| 10      | Alexander Sims                                               | 1   | 2   | 5   | –   | –    | –    | –   | –   | –   | –   | –   | 4   | 953    | 37  |
| 11      | Michael Christensen Frédéric Makowiecki                      | –   | –   | –   | –   | –    | –    | –   | –   | –   | –   | –   | 2   | 348    | 9   |
| 12      | Marco Wittmann                                               | 6   | 3   | –   | –   | –    | –    | –   | –   | –   | –   | –   | –   | 325    | 11  |
| 13      | James Calado Jules Gounon Alessandro Pier Guidi Davide Rigon | 4   | 4   | –   | –   | –    | –    | –   | –   | –   | –   | –   | –   | 308    | 8   |
| 14      | Timo Glock                                                   | 5   | 5   | –   | –   | –    | –    | –   | –   | –   | –   | –   | –   | 286    | 9   |
| 15      | Gianmaria Bruni Richard Lietz                                | 3   | 6   | –   | –   | –    | –    | –   | –   | –   | –   | –   | –   | 280    | 8   |
| Pozycja | Kierowcy                                                     | DAY | DAY | SEB | BEL | WGL1 | WGL2 | LIM | ELK | LGA | LBH | VIR | ATL | Punkty | MEC |

#### Zespoły
| Pozycja | Zespół                 | Samochód                | DAY | DAY | SEB | BEL | WGL1 | WGL2 | LIM | ELK | LGA | LBH | VIR | ATL | Punkty | MEC |
| Pozycja | Zespół                 | Samochód                | K   | W   | SEB | BEL | WGL1 | WGL2 | LIM | ELK | LGA | LBH | VIR | ATL | Punkty | MEC |
| ------- | ---------------------- | ----------------------- | --- | --- | --- | --- | ---- | ---- | --- | --- | --- | --- | --- | --- | ------ | --- |
| 1       | #3 Corvette Racing     | Chevrolet Corvette C8.R | 2   | 1   | 4   | 2   | 1    | 1    | 1   | 2   | 2   | 2   | 2   | 6   | 3549   | 40  |
| 2       | #4 Corvette Racing     | Chevrolet Corvette C8.R | 1   | 2   | 5   | 1   | 4    | 2    | 2   | 3   | 1   | 1   | 1   | 4   | 3448   | 44  |
| 3       | #79 WeatherTech Racing | Porsche 911 RSR-19      | 3   | 6   | 1   | –   | 5    | 3    | 3   | 1   | 3   | 3   | 3   | 1   | 3356   | 35  |
| 4       | #24 BMW Team RLL       | BMW M8 GTE              | 6   | 3   | 3   | –   | 2    | –    | –   | –   | –   | –   | –   | 3   | 1336   | 35  |
| 5       | #25 BMW Team RLL       | BMW M8 GTE              | 5   | 5   | 2   | –   | 3    | –    | –   | –   | –   | –   | –   | 5   | 1251   | 35  |
| 6       | #97 WeatherTech Racing | Porsche 911 RSR-19      | –   | –   | –   | –   | –    | –    | –   | –   | –   | –   | –   | 2   | 348    | 9   |
| 7       | #62 Risi Competizione  | Ferrari 488 GTE         | 4   | 4   | –   | –   | –    | –    | –   | –   | –   | –   | –   | –   | 308    | 8   |
| Pozycja | Zespół                 | Samochód                | DAY | DAY | SEB | BEL | WGL1 | WGL2 | LIM | ELK | LGA | LBH | VIR | ATL | Punkty | MEC |

#### Producenci
| Pozycja | Producent | DAY | DAY | SEB | BEL | WGL1 | WGL2 | LIM | ELK | LGA | LBH | VIR | ATL | Punkty | MEC |
| Pozycja | Producent | K   | W   | SEB | BEL | WGL1 | WGL2 | LIM | ELK | LGA | LBH | VIR | ATL | Punkty | MEC |
| ------- | --------- | --- | --- | --- | --- | ---- | ---- | --- | --- | --- | --- | --- | --- | ------ | --- |
| 1       | Chevrolet | 1   | 1   | 4   | 1   | 1    | 1    | 1   | 2   | 1   | 1   | 1   | 4   | 3715   | 53  |
| 2       | Porsche   | 3   | 6   | 1   | –   | 5    | 3    | 3   | 1   | 3   | 3   | 3   | 1   | 3546   | 38  |
| 3       | BMW       | 5   | 3   | 2   | –   | 2    | –    | –   | –   | –   | –   | –   | 3   | 1407   | 49  |
| 4       | Ferrari   | 4   | 4   | –   | –   | –    | –    | –   | –   | –   | –   | –   | –   | 330    | 12  |
| Pozycja | Producent | DAY | DAY | SEB | BEL | WGL1 | WGL2 | LIM | ELK | LGA | LBH | VIR | ATL | Punkty | MEC |

### Grand Touring Daytona (GTD)

#### Kierowcy
| Pozycja | Kierowcy                                                | DAY | DAY | SEB | MOH | BEL | WGL1 | WGL2 | LIM | ELK | LGA | LBH | VIR | ATL | Punkty | WTSC | MEC |
| Pozycja | Kierowcy                                                | K   | W   | SEB | MOH | BEL | WGL1 | WGL2 | LIM | ELK | LGA | LBH | VIR | ATL | Punkty | WTSC | MEC |
| ------- | ------------------------------------------------------- | --- | --- | --- | --- | --- | ---- | ---- | --- | --- | --- | --- | --- | --- | ------ | ---- | --- |
| 1       | Zach Robichon Laurens Vanthoor                          | 2   | 12  | 1   | 6   | –   | 7    | –    | 4   | 1   | 1   | 2   | 1   | 2   | 3284   | 2069 | 38  |
| 2       | Madison Snow Bryan Sellers                              | 17  | 3   | 11  | 3   | 6   | 2    | 10   | 2   | 7   | 2   | 1   | 2   | 7   | 3163   | 2520 | 33  |
| 3       | Roman De Angelis Ross Gunn                              | 6   | 5   | 3   | 4   | 1   | 3    | 3    | 1   | 4   | 5   | 6   | 5   | 1   | 3111   | 2539 | 34  |
| 4       | Patrick Long                                            | 8   | 4   | 2   | 12  | –   | 8    | –    | 8   | 3   | 3   | 3   | 4   | 5   | 2943   | 1750 | 40  |
| 5       | Bill Auberlen Robby Foley                               | 1   | 6   | 8   | 1   | 8   | 1    | 12   | 5   | 2   | 4   | 16  | 12  | 10  | 2880   | 2196 | 27  |
| 6       | Trent Hindman                                           | 8   | 4   | 2   | –   | –   | 8    | –    | 8   | 3   | 3   | 3   | 4   | 5   | 2718   | 1525 | 40  |
| 7       | Jack Hawksworth Aaron Telitz                            | 4   | 16  | 7   | 13  | 4   | 6    | 1    | 3   | 5   | 6   | 4   | 3   | 15  | 2640   | 2407 | 27  |
| 8       | Frankie Montecalvo                                      | 9   | 13  | 6   | 2   | 5   | 11   | 2    | 10  | 6   | 10  | 13  | 13  | 3   | 2538   | 2130 | 25  |
| 8       | Zach Veach                                              | 9   | 13  | 6   | 2   | –   | 11   | 2    | 10  | 6   | 10  | 13  | 13  | 3   | 2538   | 2130 | 25  |
| 9       | Katherine Legge                                         | 13  | 10  | 5   | 11  | 11  | 10   | 8    | 12  | 8   | 8   | 9   | 10  | 8   | 2400   | 1864 | 24  |
| 10      | Rob Ferriol                                             | 13  | 10  | 10  | 11  | 11  | 10   | 8    | 12  | 8   | 8   | 9   | 10  | 8   | 2354   | 1864 | 24  |
| 11      | Andy Lally John Potter                                  | 11  | 11  | 4   | 9   | –   | 12   | –    | 13  | 13  | 9   | 14  | 14  | 6   | 2228   | 1225 | 24  |
| 12      | Ian James                                               | 6   | 5   | 3   | –   | –   | 3    | –    | –   | –   | 12  | 12  | 6   | 1   | 1949   | 669  | 34  |
| 13      | Richard Heistand Jeff Westphal                          | –   | –   | –   | 7   | 12  | 9    | 4    | 6   | 10  | 7   | 5   | 7   | –   | 1817   | 2092 | 4   |
| 14      | Franck Perera                                           | 18  | 19  | 13  | –   | –   | 13   | 11   | 7   | 15  | –   | 17  | 9   | 13  | 1608   | 1085 | 24  |
| 15      | Mario Farnbacher                                        | 11  | 11  | –   | 5   | 9   | –    | 9    | 9   | 12  | 13  | 11  | 15  | –   | 1575   | 1858 | 8   |
| 16      | Daniel Morad                                            | 14  | 9   | 12  | 10  | 10  | 5    | 5    | –   | –   | –   | –   | 8   | 4   | 1515   | 1006 | 24  |
| 17      | Misha Goikhberg                                         | 18  | 19  | –   | –   | 2   | 13   | 11   | 7   | 15  | –   | 17  | 9   | 13  | 1410   | 1426 | 18  |
| 18      | Till Bechtolsheimer                                     | –   | –   | –   | 8   | 3   | –    | 6    | 11  | 9   | 11  | 8   | 15  | –   | 1365   | 1956 | -   |
| 19      | Michael de Quesada                                      | –   | –   | 12  | 10  | 10  | 5    | 5    | –   | –   | –   | –   | 8   | 4   | 1278   | 1006 | 16  |
| 20      | Lars Kern                                               | 2   | 12  | 1   | –   | –   | 7    | –    | –   | –   | –   | –   | –   | 2   | 1215   | -    | 38  |
| 21      | Jan Heylen                                              | 8   | 4   | 2   | –   | –   | 8    | –    | –   | –   | –   | –   | –   | 5   | 1193   | -    | 40  |
| 22      | Marc Miller                                             | –   | –   | –   | 8   | 3   | –    | 6    | 11  | 9   | 11  | 8   | –   | –   | 1185   | 1776 | -   |
| 23      | Aidan Read                                              | 1   | 6   | 8   | –   | –   | 1    | –    | –   | –   | –   | –   | –   | 10  | 1158   | -    | 27  |
| 24      | Corey Lewis                                             | 17  | 3   | 11  | –   | –   | 2    | –    | –   | –   | –   | –   | –   | 7   | 1148   | -    | 33  |
| 25      | Robert Megennis                                         | 9   | 13  | 6   | –   | –   | 11   | –    | –   | –   | –   | –   | –   | 3   | 1042   | -    | 25  |
| 26      | Maro Engel                                              | 5   | 1   | 9   | –   | –   | 14   | –    | –   | –   | –   | –   | –   | 11  | 1035   | -    | 32  |
| 27      | Spencer Pumpelly                                        | 11  | 11  | 4   | –   | –   | 12   | –    | –   | –   | –   | –   | –   | 6   | 1003   | -    | 24  |
| 28      | Don Yount                                               | 16  | 15  | –   | –   | –   | 4    | –    | –   | 11  | –   | –   | –   | 9   | 938    | 219  | 18  |
| 29      | Kyle Kirkwood                                           | 4   | 16  | 7   | –   | –   | 6    | –    | –   | –   | –   | –   | –   | 15  | 898    | -    | 27  |
| 30      | Mikaël Grenier Kenny Habul                              | 10  | 2   | 9   | –   | 10  | 14   | –    | –   | –   | –   | –   | –   | –   | 778    | 265  | 21  |
| 31      | Jeff Kingsley                                           | –   | –   | –   | 5   | 9   | –    | 9    | 9   | 12  | –   | –   | –   | –   | 750    | 1253 | -   |
| 32      | Billy Johnson                                           | 14  | 9   | 12  | –   | –   | 5    | –    | –   | –   | –   | –   | –   | –   | 733    | -    | 18  |
| 33      | Alex Riberas                                            | –   | –   | –   | –   | –   | –    | –    | –   | –   | 12  | 12  | 6   | –   | 669    | 669  | -   |
| 34      | Andrew Davis                                            | 16  | 15  | –   | –   | –   | 10   | –    | –   | –   | –   | –   | –   | 8   | 656    | -    | 18  |
| 35      | Mike Skeen                                              | 14  | 9   | –   | –   | –   | –    | –    | –   | –   | –   | –   | 11  | 14  | 644    | 219  | 14  |
| 36      | Philip Ellis Russell Ward                               | 5   | 1   | –   | –   | –   | –    | –    | –   | –   | –   | –   | –   | 11  | 598    | -    | 22  |
| 37      | Guy Cosmo                                               | –   | –   | –   | –   | –   | –    | 7    | –   | 14  | –   | –   | 11  | 14  | 593    | 665  | 6   |
| 38      | Jaden Conwright                                         | –   | –   | –   | –   | –   | 4    | –    | –   | –   | –   | –   | –   | 9   | 544    | -    | 10  |
| 39      | Tim Zimmermann                                          | 18  | 19  | 13  | –   | –   | 13   | –    | –   | –   | –   | –   | –   | –   | 534    | -    | 18  |
| 40      | Christina Nielsen                                       | 13  | 10  | 5   | –   | –   | –    | –    | –   | –   | –   | –   | –   | –   | 508    | -    | 14  |
| 41      | Earl Bamber                                             | 13  | 10  | 10  | –   | –   | –    | –    | –   | –   | –   | –   | –   | –   | 462    | -    | 14  |
| 42      | J. R. Hildebrand                                        | 16  | 15  | –   | –   | –   | –    | –    | –   | 11  | –   | –   | –   | –   | 394    | 219  | 8   |
| 43      | Indy Dontje                                             | 5   | 1   | –   | –   | –   | –    | –    | –   | –   | –   | –   | –   | –   | 376    | -    | 16  |
| 44      | Raffaele Marciello Luca Stolz                           | 10  | 2   | –   | –   | –   | –    | –    | –   | –   | –   | –   | –   | –   | 341    | -    | 11  |
| 45      | Andrea Caldarelli                                       | 17  | 3   | –   | –   | –   | –    | –    | –   | –   | –   | –   | –   | –   | 314    | -    | 12  |
| 46      | Klaus Bachler                                           | 8   | 4   | –   | –   | –   | –    | –    | –   | –   | –   | –   | –   | –   | 303    | -    | 11  |
| 47      | Daniel Juncadella                                       | –   | –   | –   | –   | –   | –    | –    | –   | –   | –   | –   | –   | 4   | 300    | -    | 6   |
| 48      | Markus Palttala                                         | –   | –   | –   | –   | –   | 4    | –    | –   | –   | –   | –   | –   | –   | 299    | -    | 4   |
| 49      | Darren Turner                                           | 6   | 5   | –   | –   | –   | –    | –    | –   | –   | –   | –   | –   | –   | 285    | -    | 9   |
| 50      | Colton Herta                                            | 1   | 6   | –   | –   | –   | –    | –    | –   | –   | –   | –   | –   | –   | 285    | -    | 8   |
| 51      | Bia Figueiredo                                          | –   | –   | 5   | –   | –   | –    | –    | –   | –   | –   | –   | –   | –   | 280    | -    | 6   |
| 52      | Charlie Eastwood Ben Keating Max Root Richard Westbrook | 12  | 7   | –   | –   | –   | –    | –    | –   | –   | –   | –   | –   | –   | 259    | -    | 8   |
| 53      | Steven Aghakhani Jake Eidson                            | –   | –   | –   | –   | –   | –    | –    | –   | –   | –   | 7   | –   | –   | 255    | 255  | -   |
| 54      | Tyler McQuarrie                                         | –   | –   | –   | –   | –   | 9    | –    | –   | –   | –   | –   | –   | –   | 248    | -    | 4   |
| 55      | Matteo Cressoni Simon Mann Nicklas Nielsen Daniel Serra | 15  | 8   | –   | –   | –   | –    | –    | –   | –   | –   | –   | –   | –   | 246    | -    | 13  |
| 56      | Benjamin Hites                                          | –   | –   | –   | –   | –   | –    | –    | –   | –   | –   | –   | –   | 9   | 245    | -    | 6   |
| 57      | Maximilian Buhk                                         | 14  | 9   | –   | –   | –   | –    | –    | –   | –   | –   | –   | –   | –   | 237    | -    | 8   |
| 58      | Trenton Estep                                           | –   | –   | 10  | –   | –   | –    | –    | –   | –   | –   | –   | –   | –   | 234    | -    | 6   |
| 59      | Ryan Hardwick                                           | –   | –   | –   | 12  | –   | –    | –    | –   | –   | –   | –   | –   | –   | 225    | 225  | -   |
| 60      | Colin Braun Daniel Mancinelli                           | –   | –   | –   | –   | –   | –    | –    | –   | –   | –   | 10  | –   | –   | 224    | 224  | -   |
| 61      | Matt Campbell                                           | 2   | 12  | –   | –   | –   | –    | –    | –   | –   | –   | –   | –   | –   | 222    | -    | 8   |
| 62      | Matt McMurry                                            | –   | –   | –   | –   | –   | –    | –    | –   | –   | –   | 11  | –   | –   | 221    | 221  | -   |
| 63      | Ben Barnicoat Brendan Iribe Frederik Schandorff         | –   | –   | –   | –   | –   | –    | –    | –   | –   | –   | –   | –   | 12  | 209    | -    | 6   |
| 64      | Michele Beretta                                         | –   | –   | –   | –   | –   | –    | –    | –   | –   | –   | –   | –   | 13  | 208    | -    | 6   |
| 65      | Jacob Abel                                              | –   | –   | –   | –   | –   | –    | –    | –   | –   | 13  | –   | –   | –   | 204    | 204  | -   |
| 66      | Townsend Bell                                           | 9   | 13  | –   | –   | 5   | –    | –    | –   | –   | –   | –   | –   |     | 202    | 290  | 8   |
| 67      | Stephen Simpson                                         | –   | –   | 13  | –   | –   | –    | –    | –   | –   | –   | –   | –   | –   | 198    | -    | 6   |
| 68      | Ryan Briscoe Bret Curtis Marcos Gomes Ed Jones          | 7   | 14  | –   | –   | –   | –    | –    | –   | –   | –   | –   | –   | –   | 194    | -    | 8   |
| 69      | Stevan McAleer                                          | –   | –   | –   | –   | –   | –    | –    | –   | –   | –   | –   | –   | 14  | 188    | -    | 6   |
| 70      | Shane Lewis                                             | –   | –   | –   | –   | –   | –    | 7    | –   | 14  | –   | –   | –   | –   | 186    | 446  | -   |
| 71      | Oliver Gavin                                            | 4   | 16  | –   | –   | –   | –    | –    | –   | –   | –   | –   | –   | –   | 178    | -    | 8   |
| 72      | James Sofronas Kyle Washington                          | –   | –   | –   | –   | –   | –    | –    | –   | –   | –   | 15  | –   | –   | 176    | 176  | -   |
| 73      | Alan Metni                                              | 16  | 15  | –   | –   | –   | –    | –    | –   | –   | –   | –   | –   | –   | 175    | -    | 8   |
| 74      | Marco Mapelli                                           | 3   | 18  | –   | –   | 2   | –    | –    | –   | –   | –   | –   | –   |     | 160    | 341  | 8   |
| 74      | Mirko Bortolotti Rolf Ineichen Steijn Schothorst        | 3   | 18  | –   | –   | –   | –    | –    | –   | –   | –   | –   | –   | –   | 160    | -    | 8   |
| 75      | Ted Giovanis Hugh Plumb Matt Plumb Owen Trinkler        | NW  | 17  | –   | –   | –   | –    | –    | –   | –   | –   | –   | –   | –   | 140    | -    | 8   |
| 76      | Albert Costa                                            | 18  | 19  | –   | –   | –   | –    | –    | –   | –   | –   | –   | –   | –   | 133    | -    | 8   |
| Pozycja | Kierowcy                                                | DAY | DAY | SEB | MOH | BEL | WGL1 | WGL2 | LIM | ELK | LGA | LBH | VIR | ATL | Punkty | WTSC | MEC |

#### Zespoły
| Pozycja | Zespół                                        | Samochód                     | DAY | DAY | SEB | MOH | BEL | WGL1 | WGL2 | LIM | ELK | LGA | LBH | VIR | ATL | Punkty | WTSC | MEC |
| Pozycja | Zespół                                        | Samochód                     | K   | W   | SEB | MOH | BEL | WGL1 | WGL2 | LIM | ELK | LGA | LBH | VIR | ATL | Punkty | WTSC | MEC |
| ------- | --------------------------------------------- | ---------------------------- | --- | --- | --- | --- | --- | ---- | ---- | --- | --- | --- | --- | --- | --- | ------ | ---- | --- |
| 1       | #9 Pfaff Motorsports                          | Porsche 911 GT3 R            | 2   | 12  | 1   | 6   | –   | 7    | –    | 4   | 1   | 1   | 2   | 1   | 2   | 3284   | 2069 | 38  |
| 2       | #1 Paul Miller Racing                         | Lamborghini Huracán GT3 Evo  | 17  | 3   | 11  | 3   | 6   | 2    | 10   | 2   | 7   | 2   | 1   | 2   | 7   | 3163   | 2520 | 33  |
| 3       | #23 Heart of Racing Team                      | Aston Martin Vantage AMR GT3 | 6   | 5   | 3   | 4   | 1   | 3    | 3    | 1   | 4   | 5   | 6   | 5   | 1   | 3111   | 2539 | 34  |
| 4       | #16 Wright Motorsports                        | Porsche 911 GT3 R            | 8   | 4   | 2   | 12  | –   | 8    | –    | 8   | 3   | 3   | 3   | 4   | 5   | 2943   | 1750 | 40  |
| 5       | #96 Turner Motorsport                         | BMW M6 GT3                   | 1   | 6   | 8   | 1   | 8   | 1    | 12   | 5   | 2   | 4   | 16  | 12  | 10  | 2880   | 2196 | 27  |
| 6       | #14 Vasser-Sullivan                           | Lexus RC F GT3               | 4   | 16  | 7   | 13  | 4   | 6    | 1    | 3   | 5   | 6   | 4   | 3   | 15  | 2640   | 2407 | 27  |
| 7       | #12 Vasser-Sullivan                           | Lexus RC F GT3               | 9   | 13  | 6   | 2   | 5   | 11   | 2    | 10  | 6   | 10  | 13  | 13  | 3   | 2538   | 2130 | 25  |
| 8       | #88 Team Hardpoint                            | Porsche 911 GT3 R            | 13  | 10  | 5   | 11  | 11  | 10   | 8    | 12  | 8   | 8   | 9   | 10  | 8   | 2400   | 1864 | 24  |
| 9       | #44 Magnus Racing with Archangel Motorsports  | Acura NSX GT3 Evo            | 11  | 11  | 4   | 9   | –   | 12   | –    | 13  | 13  | 9   | 14  | 14  | 6   | 2228   | 1225 | 24  |
| 10      | #39 CarBahn Motorsports with Peregrine Racing | Audi R8 LMS Evo              | –   | –   | –   | 7   | 12  | 9    | 4    | 6   | 10  | 7   | 5   | 7   |     | 1817   | 2092 | 4   |
| 11      | #19 GRT Grasser Racing Team                   | Lamborghini Huracán GT3 Evo  | 18  | 19  | 13  | –   | 2   | 13   | 11   | 7   | 15  | –   | 17  | 9   | 13  | 1608   | 1426 | 24  |
| 12      | #28 Alegra Motorsports                        | Mercedes-AMG GT3 Evo         | 14  | 9   | 12  | 10  | 10  | 5    | 5    | –   | –   | –   | –   | 8   | 4   | 1515   | 1006 | 24  |
| 13      | #66 Gradient Racing                           | Acura NSX GT3 Evo            | –   | –   | –   | 8   | 3   | –    | 6    | 11  | 9   | 11  | 8   | 15  | –   | 1365   | 1956 | -   |
| 14      | #76 Compass Racing                            | Acura NSX GT3 Evo            | –   | –   | –   | 5   | 9   | –    | 9    | 9   | 12  | 13  | 11  | –   | –   | 1175   | 1678 | -   |
| 15      | #42 NTE Sport                                 | Audi R8 LMS Evo              | 16  | 15  | –   | –   | –   | 4    | –    | –   | 11  | –   | –   | –   | 9   | 938    | 219  | 18  |
| 16      | #75 SunEnergy1 Racing                         | Mercedes-AMG GT3 Evo         | 10  | 2   | 9   | –   | 7   | 14   | –    | –   | –   | –   | –   | –   | –   | 778    | 265  | 21  |
| 17      | #27 Heart of Racing Team                      | Aston Martin Vantage AMR GT3 | –   | –   | –   | –   | –   | –    | –    | –   | –   | 12  | 12  | 6   | –   | 669    | 669  | -   |
| 18      | #57 Winward Racing                            | Mercedes-AMG GT3 Evo         | 5   | 1   | –   | –   | –   | –    | –    | –   | –   | –   | –   | –   | 11  | 598    | -    | 22  |
| 19      | #32 Gilbert/Korthoff Motorsports              | Mercedes-AMG GT3 Evo         | –   | –   | –   | –   | –   | –    | 7    | –   | 14  | –   | –   | 11  | 14  | 593    | 665  | 6   |
| 20      | #63 Scuderia Corsa                            | Ferrari 488 GT3 Evo 2020     | 7   | 14  | –   | –   | –   | –    | –    | –   | –   | –   | 10  | –   | –   | 418    | 224  | 8   |
| 21      | #97 TF Sport                                  | Aston Martin Vantage AMR GT3 | 12  | 7   | –   | –   | –   | –    | –    | –   | –   | –   | –   | –   | –   | 259    | -    | 8   |
| 22      | #26 O'Gara Motorsport / USRT                  | Mercedes-AMG GT3 Evo         | –   | –   | –   | –   | –   | –    | –    | –   | –   | –   | 7   | –   | –   | 255    | 255  | -   |
| 23      | #21 AF Corse                                  | Ferrari 488 GT3 Evo 2020     | 15  | 8   | –   | –   | –   | –    | –    | –   | –   | –   | –   | –   | –   | 246    | -    | 13  |
| 24      | #99 Team Hardpoint EBM                        | Porsche 911 GT3 R            | –   | –   | 10  | –   | –   | –    | –    | –   | –   | –   | –   | –   | –   | 234    | -    | 6   |
| 25      | #70 Inception Racing with Optimum Motorsport  | McLaren 720S GT3             | –   | –   | –   | –   | –   | –    | –    | –   | –   | –   | –   | –   | 12  | 209    | -    | 6   |
| 26      | #34 GMG Racing                                | Porsche 911 GT3 R            | –   | –   | –   | –   | –   | –    | –    | –   | –   | –   | 15  | –   | –   | 176    | 176  | -   |
| 27      | #111 GRT Grasser Racing Team                  | Lamborghini Huracán GT3 Evo  | 3   | 18  | –   | –   | –   | –    | –    | –   | –   | –   | –   | –   | –   | 160    | -    | 8   |
| 28      | #64 Team TGM                                  | Porsche 911 GT3 R            | NW  | 17  | –   | –   | –   | –    | –    | –   | –   | –   | –   | –   | –   | 140    | -    | 8   |
| Pozycja | Zespół                                        | Car                          | DAY | DAY | SEB | MOH | BEL | WGL1 | WGL2 | LIM | ELK | LGA | LBH | VIR | ATL | Punkty | WTSC | MEC |

#### Producenci
| Pozycja | Producent    | DAY | DAY | SEB | MOH | BEL | WGL1 | WGL2 | LIM | ELK | LGA | LBH | VIR | ATL | Punkty | WTSC | MEC |
| Pozycja | Producent    | K   | W   | SEB | MOH | BEL | WGL1 | WGL2 | LIM | ELK | LGA | LBH | VIR | ATL | Punkty | WTSC | MEC |
| ------- | ------------ | --- | --- | --- | --- | --- | ---- | ---- | --- | --- | --- | --- | --- | --- | ------ | ---- | --- |
| 1       | Porsche      | 2   | 4   | 1   | 5   | 7   | 4    | 8    | 4   | 1   | 1   | 2   | 1   | 2   | 3425   | 2605 | 48  |
| 2       | Lamborghini  | 3   | 3   | 11  | 3   | 2   | 2    | 10   | 2   | 7   | 2   | 1   | 2   | 7   | 3290   | 2652 | 34  |
| 3       | Aston Martin | 6   | 5   | 3   | 4   | 1   | 3    | 3    | 1   | 4   | 5   | 6   | 5   | 1   | 3239   | 2642 | 38  |
| 4       | Lexus        | 4   | 13  | 6   | 2   | 4   | 6    | 1    | 3   | 5   | 6   | 4   | 3   | 3   | 3129   | 2636 | 29  |
| 5       | BMW          | 1   | 6   | 8   | 1   | 6   | 1    | 12   | 5   | 2   | 4   | 16  | 12  | 10  | 3089   | 2401 | 27  |
| 6       | Acura        | 11  | 11  | 4   | 5   | 3   | 12   | 6    | 9   | 9   | 9   | 8   | 14  | 6   | 2747   | 2245 | 26  |
| 7       | Audi         | 16  | 15  | –   | 7   | 8   | 4    | 4    | 6   | 10  | 7   | 5   | 7   | 9   | 2487   | 2252 | 18  |
| 8       | Mercedes-AMG | 5   | 1   | 9   | 8   | 5   | 5    | 5    | –   | 14  | –   | 7   | 8   | 4   | 2300   | 1649 | 33  |
| 9       | Ferrari      | 7   | 8   | –   | –   | –   | –    | –    | –   | –   | –   | 10  | –   | –   | 526    | 252  | 13  |
| 10      | McLaren      | –   | –   | –   | –   | –   | –    | –    | –   | –   | –   | –   | –   | 12  | 243    | -    | 6   |
| Pozycja | Producent    | DAY | DAY | SEB | MOH | BEL | WGL1 | WGL2 | LIM | ELK | LGA | LBH | VIR | ATL | Punkty | WTSC | MEC |

#### Nagroda Boba Akina
O tę nagrodę walczyli kierowcy z brązową kategorią. Zwycięzca otrzymał automatyczne zaproszenie na wyścig Le Mans w 2022 roku.
| Pozycja | Kierowca                       | DAY | SEB | MOH | WGL1 | LIM | ELK | LGA | LBH | VIR | ATL | Punkty |
| ------- | ------------------------------ | --- | --- | --- | ---- | --- | --- | --- | --- | --- | --- | ------ |
| 1       | Rob Ferriol                    | 10  | 10  | 11  | 10   | 12  | 8   | 8   | 9   | 10  | 8   | 3090   |
| 2       | John Potter                    | 11  | 4   | 9   | 12   | 13  | 13  | 9   | 14  | 14  | 6   | 2980   |
| 3       | Richard Heistand               | –   | –   | 7   | 9    | 6   | 10  | 7   | 5   | 7   | –   | 2370   |
| 4       | Till Bechtolsheimer            | –   | –   | 8   | –    | 11  | 9   | 11  | 8   | 15  | –   | 1840   |
| 5       | Don Yount                      | 15  | –   | –   | 4    | –   | 11  | –   | –   | –   | 9   | 1180   |
| 6       | Kenny Habul                    | 2   | 9   | –   | 14   | –   | –   | –   | –   | –   | –   | 930    |
| 7       | Ben Keating                    | 7   | –   | –   | –    | –   | –   | –   | –   | –   | –   | 320    |
| 8       | Brendan Iribe                  | –   | –   | –   | –    | –   | –   | –   | –   | –   | 12  | 280    |
| 9       | Ryan Hardwick                  | –   | –   | 12  | –    | –   | –   | –   | –   | –   |     | 260    |
| 9       | Bret Curtis                    | 14  | –   | –   | –    | –   | –   | –   | –   | –   | –   | 260    |
| 9       | James Sofronas Kyle Washington | –   | –   | –   | –    | –   | –   | –   | 15  | –   | –   | 260    |
| 10      | Shane Lewis                    | –   | –   | –   | –    | –   | 14  | –   | –   | –   | –   | 250    |
| 10      | Alan Metni                     | 15  | –   | –   | –    | –   | –   | –   | –   | –   | –   | 250    |
| 11      | Ted Giovanis Hugh Plumb        | 17  | –   | –   | –    | –   | –   | –   | –   | –   | –   | 240    |
| Pozycja | Kierowca                       | DAY | SEB | MOH | WGL1 | LIM | ELK | LGA | LBH | VIR | ATL | Punkty |